# 種田梨沙
種田梨沙（日语：／ Taneda Risa，1988年7月12日—）是大澤事務所旗下的女性聲優，出生及成長於日本東京都，身高153公分。

## 人物
非常喜歡畫畫，因此一開始是希望能夠走向美術之路。在初中的時候，通過收聽聲優主持的廣播了解到什麼是配音，從此對於聲音表演也產生了興趣。與此同時，迷上了《哈利·波特》，於是產生“我想在這部作品裡出演！”的想法。由於所就讀的初高中一貫制學校禁止藝能活動，所以通過自學獲得聲音表演的技術。
大學期間為大澤事務所的實習生，順利轉正。女子美术大学設計系畢業，擁有中學和高中美術教師資格證書。
2007年，通過聲優廣播《智一·美樹的廣播大爆炸》助手試音選拔，成為第9代助理。與三上枝織同期。
2009年7月出演電影《第2寫真部》，飾演學生一角。
2010年5月声优出道，作品为电视动画《最后大魔王》广播剧中的女学生B。
2011年10月出演短篇动画《樱花的温度》，为首部参演的动画。
2012年9月首次担任主演，出演电视动画《來自新世界》的渡边早季。
2015年5月，登上女性時尚雜誌《AneCan》6月號的內頁，出席日本東京大學五月祭動畫研究會。
2016年9月1日，所屬的大澤事務所發表聲明表示種田梨沙因之前的病情未有好轉而需要休憩療養。同年11月，《YUYU式》宣佈將於2017年2月推出新OVA，其中日向緣一角將繼續由種田梨沙飾演，但事務所並未表明種田是否結束療養。
2017年8月4日，事務所方面宣布種田梨沙將會逐漸回歸工作，同時提到之前種田是因喉嚨問題而暫停工作。
2018年開始，已經陸續参演許多作品，正式地回歸聲優工作。
2022年，首个个人广播《Salon de Tanedaへようこそ♪》获得第七届Aniradi Award“BEST SOLO RADIO 最佳个人广播奖”，与内山夕实搭档主持的《夕実&梨沙のラフストーリーは突然に》获得“BEST FEMALE RADIO 最优秀女性广播奖”和“RADIO OF THE YEAR 最优秀广播大奖”。
2025年7月，登上杂志《TRENDiCON》7月号No.3的内页。

### 代演情形
在2016年~2018年间的因病疗养期间，原本由種田梨沙擔任的角色改由以下聲優代演或接任：
- 水樹奈奈：《WWW.WORKING!!》（近藤妃[12]）
- 真田麻美：《CHAOS;CHILD》（久野里澪[13]）
- 高橋李依：《Fate/Grand Order》（玛修·基列莱特[14]）
- 石原夏織：《Break Out（日语：Break Out (テレビ番組)）》（旁白[15]）
- 金元壽子：《食戟之靈》（薙切繪理奈）
- 川澄綾子：《在地下城尋求邂逅是否搞錯了什麼 外傳 劍姬神聖譚》（里維莉亞·利歐斯·阿爾弗）
- 水瀨祈  ：《閃之軌跡III》（艾爾緹娜·奧萊恩）

此外，預定在2016年9月1日（即宣佈休養）以後演出的活動和LIVE目前也全部取消出席。
另外，根據《偶像大師 百萬人演唱會！》系列CD 「THE IDOLM@STER THE@TER ACTIVITIES 03」的聲優投票結果，原本預定登場的角色“田中琴葉”亦出於上述理由，決定改由第二名的“矢吹可奈”（聲：木戶衣吹）代為登場。決定取消出席的還有2017年3月12日在日本武道館舉辦的《THE IDOLM@STER MILLION LIVE! 4thLIVE TH@NK YOU for SMILE!! DAY3 Starlight Theater》。
另一方面，OVA《噬血狂襲Ⅱ》並未更換聲優，而在2016年11月發售的“姬柊雪菜”角色歌專輯也按照原定的日程發售。劇場版《黃金拼圖 Pretty Days》由於已在活動暫停前錄製完成，因此電影按照原定日程在2016年11月上映。

## 出演作品
※粗體為主角。

### 電視動畫
2012年
- ふしぎのヤッポ島 プキプキとポイ
- TARI TARI（上野碧）
- AKB0048（友歌的弟弟）
- 戀愛與選舉與巧克力（女子學生、女子學生C）
- 夏雪之約（クール）
- 探险托里兰托（西拉[19]）
- 來自新世界（渡邊早季[20]）
- 只要妳說妳愛我（及川麻美[21]）
- Battle Spirits Sword Eyes（女性B）
- 出包王女 DARKNESS（美少女角色）

2013年
- 我女友與青梅竹馬的慘烈修羅場（遊井薰[22]）
- Battle Spirits Sword Eyes（女僕、少女）
- 我的朋友很少NEXT（ジェンファ）
- 琴浦小姐（小由、女子學生）
- AKB0048 next stage（友歌的弟弟）
- 魔奇少年（提亚蕾）
- 悠悠式（日向緣[23]）
- 科學超電磁砲S（女學生）
- 翠星上的加爾岡緹亞（柏拉庵）
- 打工吧！魔王大人（女子）
- 蘿球社！SS（藤井雅美）
- 黃金拼圖（小路綾[24]）
- 惡魔高校D×D NEW（潔諾薇亞）
- 現視研 第二代（藤）
- 靈裝戰士（櫻珊瑚）
- 境界的彼方（栗山未來）
- 噬血狂襲（姬柊雪菜）
- 夜櫻四重奏 -花之歌-（2丁目的孩子A、女孩子2、少女）
- 東京闇鴉（春虎〈幼少期〉、女子A、女學生）
- 青春紀行（推销員）
- 機巧少女不會受傷（塞德里克·格蘭維爾／愛麗絲·伯恩斯坦）

2014年
- 最近，妹妹的樣子有點怪？（女學生）
- Lady 寶石寵物（Lady·莉莉安）
- 極黑的布倫希爾德（黑羽寧子）
- NO GAME NO LIFE 遊戲人生（Queen）
- 請問您今天要來點兔子嗎？（理世）
- 積木戰士（蜂須賀忠希／黃蜂戰士）
- M3〜其為黑鋼〜（伊削海特〈幼少〉）
- 如果折斷她的旗（No.0）
- selector infected WIXOSS（繭）
- GLASSLIP（永宮幸）
- 日常生活中的異能戰鬥（高梨彩弓）
- 四月是你的謊言（宮園薰）
- selector spread WIXOSS（繭）
- 記錄的地平線 第二期（千佳、賽蓮）

2015年
- 記錄的地平線 第二期（賽金）
- The Rolling Girls（響逢衣、女學生）
- 艦隊Collection -艦Colle-（足柄、那智、羽黑）
- 在地下城尋求邂逅是否搞錯了什麼（里維莉亞·利歐斯·阿爾弗）
- 食戟之靈（薙切繪理奈）
- 惡魔高校D×D BorN（潔諾薇亞）
- Hello！！黃金拼圖（小路綾）
- 空戰魔導士培訓生的教官（優莉·弗羅斯特爾）
- GATE 奇幻自衛隊 在彼方的土地，如斯的戰鬥（蘿莉·麥丘利）
- 電波教師（西九條纏）
- 受讚頌者 虛偽的假面（久遠）
- 請問您今天要來點兔子嗎？？（理世）

2016年
- GATE 奇幻自衛隊 在彼方的土地，如斯的戰鬥 第2期（蘿莉·麥丘利）
- 幸運邏輯（搖音玉姬）
- 蒼之彼方的四重奏（佐藤院麗子）
- 夢幻之星Online2 The Animation（八坂火繼）
- 最弱無敗神裝機龍（賽莉絲緹雅·蘭格莉思）
- 食戟之靈 貳之皿（薙切绘理奈）
- 發條精靈戰記 天鏡的極北之星（雅特麗希諾·伊格塞姆）

2017年
- Hand Shakers（女學生）

2018年
- 刀使之巫女（柊篝[25]）
- 伊藤潤二驚選集（唯）
- 惡魔高校D×D HERO（潔諾薇亞）
- Lostorage conflated WIXOSS（繭）
- Butlers～千年百年物语～（三上早月）
- 佐贺偶像是传奇（水野愛）
- RELEASE THE SPYCE（特蕾莎[26]）
- 从漫画了解！Fate/Grand Order（清姬[27]）

2019年
- 格林筆記 The Animation（小紅帽[28]、小孩B、協會的女性A、傑克、三月兔）
- 碧藍航線（瑞鶴、翔鶴、小天鵝）
- 喜歡本大爺的竟然就妳一個？（櫻原桃［櫻桃］）

2020年
- 少女前線 人形小劇場 -狂亂篇-（M1加蘭德）
- 請問您今天要來點兔子嗎？BLOOM（理世）

2021年
- 碧蓝航线 微速前进！（瑞鶴、翔鶴）
- 佐賀偶像是傳奇 捲土重來（水野愛、與愛相似的野丫頭）

2022年
- 少女前線（MG3）
- 超異域公主連結 Re:Dive Season 2（優衣）
- 受讚頌者 二人的白皇（久遠）
- 艦隊Collection 總有一天，在那片海（足柄、那智）
- 明日方舟 黎明前奏（隕星[29]）

2023年
- 殭屍100～在成為殭屍前要做的100件事～（殭屍3[30]）
- 偶像大师 百万人演唱会！ （田中琴叶[31]）
- 明日方舟 冬隱歸路（隕星[32]）

### 網路動畫
2013年
- 境界的彼方 偶像裁判！〜即使迷茫也要裁决之人～（栗山未来）

2015年
- NINJA SLAYER 忍者殺手（由佳乃 / 忘却者[33]、电子广告）

2016年
- Soul Worker（ステラ・ユニベル）
- 女友伴身邊（♪）（朝門春日）

2018年
- 鬥陣特攻 星光闪耀（D.VA）

2022年
- 蔚蓝文件（白洲梓[34]）※1.5周年纪念短篇动画

2024年
- Fate/Grand Order 搞不懂的藤丸立香 第2期（清姬）

### OVA
2012年
- 堀與宮村（女學生）
- 新的世界（日语：アラタなるセカイ）（未來篇）（八草[35]）
- 乃木坂春香的秘密（大和小泉桃花）

2014年
- 翠星上的加爾岡緹亞-遙遠的巡迴航路 前編（柏拉庵）

2015年
- 惡魔高校D×D NEW（潔諾薇亞）※DX.1 限定版附BD
- 噬血狂襲 女武神的王國篇（姬柊雪菜）

2016年
- 食戟之靈「巧的下町合戰」（薙切繪理奈）
- 食戟之靈「暑假的繪里奈」（薙切繪理奈）
- 噬血狂袭Ⅱ（姬柊雪菜[36]）

2017年
- YUYU式 給人添麻煩、被人添麻煩（日向緣[8]）

2018年
- 图斯库尔皇女华丽的每一天（久远[37]）
- 噬血狂袭Ⅲ（姬柊雪菜[38]）

2020年
- 噬血狂襲 消失的聖槍篇（姬柊雪菜）
- 噬血狂袭Ⅳ（姬柊雪菜[39]）
- 喜歡本大爺的竟然就妳一個？～我們的比賽結束～（櫻原桃［櫻桃］）

2022年
- 噬血狂袭FINAL（姬柊雪菜）

### 劇場版動畫
2010年
- 樱花的温度（剧中电视里的主持人）

2013年
- 劇場版 魔法禁書目錄 -恩底彌翁的奇蹟-（珍·艾维斯[40]）
- 劇場版 空之境界 未來福音 extra chorus（宮月理理栖[41]）
- 劇場版 花開物語 HOME SWEET HOME（少年A）
- 剧场版 我們仍未知道那天所看見的花名。（少年B）

2015年
- 剧场版 境界的彼方 -I'LL BE HERE-（栗山未来）
- Love Live! 學園偶像電影（学园偶像）

2016年
- 玻璃花与毁坏的世界（杜娅尔）
- 劇場版 selector destructed WIXOSS（繭）
- 人造人009 CALL OF JUSTICE（003 法兰索娃·阿尔达努）
- 黄金拼图 Pretty Days（小路绫）
- 剧场版 舰队Collection（明石、妙高、那智、足柄、羽黑）

2017年
- 請問您今天要來點兔子嗎？？ ～Dear My Sister～（理世）

2019年
- 請問您今天要來點兔子嗎？？ ～Sing For You～（理世）

2021年
- 劇場版 黃金拼圖 Thank you!!（小路綾[42]）

2025年
- 劇場版 佐賀偶像是傳奇 梦幻银河乐园（水野愛[43]）

### 遊戲
2012年
- Glass Heart Princess（愛佳[44]）

2013年
- 偶像大師 百萬人演唱會！（田中琴葉[45]）
- 魔法气泡Quest（ハーピー[46]、歌姫ハーピー[47]）
- 靈裝戰士（櫻珊瑚[48]）
- 恶魔高校D×D（洁诺薇亚[49]）
- 怪人搏击 ～征服新世纪～（各副官[50]）
- 艦隊Collection -艦Colle-（妙高、那智、足柄、羽黑、祥鳳、五月雨、涼風、明石/道具店看板娘[51]）
- Glass Heart Princess:PLATINUM（愛佳[52]）
- 高达破坏者（驾驶员[53]）

2014年
- 新娘梦工厂（日语：嫁コレ）（姬柊雪菜[54]）
- CHAOS;CHILD（久野里澪[55]）
- 蘿球社！秘密的快門機會（藤井雅美[56]）
- 英雄传说 闪之轨迹 II（亚尔缇娜·奥莱恩[57]）
- 惡魔高校D×D NEW FIGHT（潔諾薇亞）
- 零～濡鸦之巫女～（不来方夕莉[58]）
- 碧蓝幻想（アステール[59]）
- CORE MASTERS（カズ）
- 青春纪行 Vivid Memories（推销员）
- 巴哈姆特之怒（双胞胎灵魂丽娜、瑞娜）
- 新世界树迷宫2：法夫纳的骑士（阿里安娜[60]）
- 学园少女突袭者（千年夕依[61]）
- 電擊文庫 FIGHTING CLIMAX（姬柊雪菜）
- MIRROR WAR ～Reincarnation of Holiness～（ウィッチ[62]）
- Ange Vierge ～ガールズバトル～（コードΣ44メニル[63]、ケイト ）
- 展开骑士 勇气之战（蜂须贺忠希[64]）
- 桃色大战（皆川麗華[65]）

2015年
- 新娘梦工厂（日语：嫁コレ）（理世、潔諾薇亞）
- Fate/Grand Order（玛修·基列莱特[初代]、玛丽·安托瓦内特、清姬、玛塔·哈里）
- 傳頌之物 虛偽的假面（久遠[66]）
- 我家公主最可爱（紅茶姫 リゼ・ベルガモット、小熊姫 綾＆陽子[67]、冷甘姫 小路 綾[68]、軍嬢姫 リゼ[69]、憧憬姫 リゼ＆シャロ[70]、三兎姫 ココア＆チノ＆リゼ[71]）
- 临时女友（朝門春日、理世）
- 临时女友（♪）（朝門春日）
- VALKYRIE DRIVE -BHIKKHUNI-（月影小春[72]）
- 幻影异闻录♯FE（パオラ）
- LORD of VERMILION ARENA（トキワ・マヒロ[73]）
- 食戟之灵 友情和羁绊的一盘（薙切绘里奈）
- 白貓Project（ブランシュ・ロザリウム）
- the SOUL of SEVENS（メロ）
- 電擊文庫 FIGHTING CLIMAX IGNITION（姬柊雪菜）
- TRAUMASTER INFINITY（天乃川遥[74][75]）
- 勇者斗恶龙VIII 天空、碧海、大地与被诅咒的公主（ミーティア[76]）
- 猫耳幸存者（日语：猫耳さばいばー）（アラメルダ[77]、カレッサ[78]、ブライド アラメルダ、夏まつり カレッサ、水着姿 アラメルダ）
- 公主连结（优衣/草野优衣）
- 梦幻之星Online2 es（恋鳳凰[79]）
- 杀戮幻影（バルムンク[初代]、青龍偃月刀[初代][80]）
- XUCCESS HEAVEN REBELLION（珊瑚[81]）
- 魔法科高中的劣等生 LOST ZERO（令ノ宮あやな[82]）
- MIRACLE GIRLS FESTIVAL（小路绫、理世[83]）
- 莉莉娅的朋友（日语：猫耳さばいばー）（アラメルダ[84]）
- 乖离性百万亚瑟王（日语：乖離性ミリオンアーサー）（异界型里维莉亚[骑士][85]、异界型里维莉亚[九魔姬]）
- 家電少女（りりか[86]、ひろみ）

2016年
- 为了谁的炼金术师（ミアンヌ[87]）
- 梦幻之星Online2（八坂火继[88]）
- 梦幻之星Online2 es（女性追加语音100、女性C追加语音100、男性追加语音72、男性C追加语音72[89]、女性追加语音125、女性C追加语音125[90]、曙[91]）
- 三国志繚乱バトル（大乔[92]）
- 舰队Collection改（祥凤、妙高、那智、足柄、羽黑、五月雨、凉风、明石）
- Gate Brave Scramble（蘿莉·麥丘利）
- 請問您今天要來點兔子嗎？？ Wonderful party!（理世）
- 少女们向荒野进发[93]
- Ange Vierge ～ガールズバトル～（赛莉丝缇雅·兰格莉思[94] ）
- 舰队Collection Arcade（五月雨、凉风[95]、妙高、足柄[96]、羽黑[96]、那智[96]、祥凤[97]）
- 锁链战记（スウ[98]、久远[99]、ラブラ[100]）
- 魔法气泡Quest（ロックなハーピー[101]）
- Magia Connect（ラクシュミ、レティシア、クレア、アマリア[102]）
- 新娘梦工厂（日语：嫁コレ）（久遠[103]）
- LAPLACE LINK（雨宮ハルカ[104]）
- 格林笔记（ジャック、ジャック[天空]、オデット＝オディール、オデット=オディール[天空]、エイプリル、クレネ、三月ウサギ、三月ウサギ[鏡の国][105]、赤ずきん[106]、赤ずきん[CM記念][107]、赤ずきん[サマー][108]、カオス・赤ずきん[109]）
- 靈魂行者（史黛拉・優妮貝爾[110]）
- 山海计划（聂小倩、小乔）
- 战场双马尾（阿斯麦）
- 少女前线（汤姆森、MG3、M1加兰德）
- 钢铁少女（飛龍、德·魯伊特、企業號）
- 傳頌之物 二人的白皇（久遠[111]）
- 鬥陣特攻（D.VA[112]）
- Fate/Grand Order（清姬[泳装][113]、玛丽·安托瓦内特[泳装][114]）
- 食戟之灵：最饕食谱 再来一碗（薙切绘理奈）
- 影之诗（亚雷斯达王国公主）
- 軸心戰姬～在戰場馳騁的少女們～（セラフィーナ·E·F·フィヌケーン、大鳳[115]）
- 發條精靈戰記 天鏡的極北之星 ROAD OF ROYAL KNIGHTS（雅特麗希諾·伊格塞姆[116]）
- Blazing Odyssey（ヴィクトリカ）
- 魔法气泡编年史（ハーピー[117]）
- 黄金拼图 记忆（小路绫[118]）

2017年
- 梦幻之星Online2 es（女性追加语音141、女性C追加语音141[119]）
- GOD WARS ～超越时空～（钿女[120]）
- 不确定魔法（橘安娜[121]）
- 聖火降魔錄 英雄雲集（帕奥拉[白骑的长女]）
- 火焰之纹章 回声 另一位英雄王（帕奥拉）
- 閃耀幻想曲（小路绫、日向缘[122]）
- 私立格里莫瓦魔法学园（理世[123]）
- 舰队Collection Arcade（祥凤改[124][125]）
- 锁链战记（久远[126]）
- 格林笔记（カオス・赤ずきん[127]）
- 碧藍航線（翔鶴[128]、瑞鶴[129]、小天鹅[130]）
- 命運之子（ダナ[131]）
- 黑骑士与白魔王（スノープリンセス[132]、アリス[133]）
- 料理次元（香槟[134]）
- 猫耳幸存者（日语：猫耳さばいばー）（３周年 りん＆アラメルダ）

2018年
- 英雄传说 晓之轨迹（亚尔缇娜·奥莱恩[135]）
- 偶像大师 百万人演唱会！剧场时光（田中琴葉[136][137]）
- 私立格里莫瓦魔法学园（理世[138]）
- 锁链战记（スカクリル[139]、スオウ[第四領の夜叉姫][140]）
- 战国ASURA（上杉谦信[141]）
- 公主连结 Re:Dive（优衣/草野优）
- 問答RPG 魔法使與黑貓維茲（イスカ・ニルヴァ[新しき希望][142]、イスカ・ニルヴァ[審判獣の血の習性][143]、イスカ・ニルヴァ[暁を堕とす紅き星][144]、イスカ・ニルヴァ[聖夜の夢見る少女][145]）
- 数码宝贝再现（刺猬兽[146]）
- 传颂之物 斩（久遠[147]）
- HIT ～Heroes of Incredible Tales～（飞燕[148]）
- 魔界大战 （フレイヤ[豊穣の女神][149]）
- War Song（ドーヴェン[150]）
- 魔法气泡Quest（ゆうすずみのハーピー[151]）
- Fate/Grand Order Arcade（清姬[152]、玛塔·哈里[153]、玛丽·安托瓦内特[154]）
- 三国志大战（张春华[氷の微笑][155]、夏侯令女[身削ぎの決意]、鲍三娘[神槍・雪霞狼][156]、袁姫[貞姫の激励]）
- 閃耀幻想曲（小路绫[泳装][157]）
- 非人学园（精卫[158]）
- 缇利亚传说（ニーナ[159]、パメラ[160]）
- 御城Project:RE（邓诺特城堡[161]、膳所城[162]）
- 格林笔记Repage（赤ずきん[163]、赤ずきん[プリンセス][164]、オディール[新生][165]、カオス・ジャック[166]、エイプリル[新生][167]、シャドウ・オデット[168]、三月ウサギ[新生][169]、カオス・赤ずきん[学園][170]）
- 三国志大战（鲍三娘[171]）
- 任天堂明星大乱斗 特别版（不来方夕莉[172]）
- 梦幻模拟战（蕾伽尔）
- 魔法气泡eSports（ハーピー[註 2][173]）
- 深渊地平线（厌战[174]、伊丽莎白女王[175]、金刚[176]、华利弗[177]）
- 碧藍航線（久远[178]）
- 影之诗（灵龙公主[179]）
- Dragalia Lost ～失落的龍絆～（山茶花[180]）
- 公主连结 Re:Dive（优衣[新年][181]）

2019年
- RELEASE THE SPYCE secret fragrance（特蕾西娅[182]）
- 传说对决 -Arena of Valor-（堇[183][184]）
- 格林笔记Repage（赤ずきん[アニメVer.] [185]、赤ずきん[学園サマー][186]）
- 魔界大战 （フレイヤ[闇剋の魔神]）
- 閃耀幻想曲（小路绫[情人节][187]、理世[188]、理世[万圣节][189]）
- Ange Vierge ～ガールズバトル～（洁诺薇亚[190]、ケイト[191]）
- 影之诗（狐耳姐妹·莉娜&蕾娜[192]）
- 魂器学院（风魔胧[193]、斯卡兰斯[194]）
- Graffiti Smash（ナナリー[195]）
- 火焰之纹章 英雄（伊敦[黑暗巫女][196]、帕奥拉[兔姐妹的大姐][197]）
- 命运之子（預言者ダナ[198]）
- 刀使之巫女 刻印一闪的灯火（柊篝[199]）
- 明日方舟（艾雅法拉、陨星）
- 零域战线（安娅·哈特曼[200]）
- 苍蓝誓约（薇、纳尔逊[201]）
- 黑骑士与白魔王（ブライダルアリス[202]）
- 私立格里莫瓦魔法学园（水野爱[203]）
- 重装战姬（诺娃[204]、娜塔莎）
- 传颂之物 Lost Flag（久远[205]）
- 碧蓝航线（瑞鹤[祭华之鹤][206]、翔鹤[散花舞鹤][207]）
- 舰队Collection Arcade（明石、明石改）[208]
- 梦幻之星Online2 es（女性追加语音200、女性C追加语音200[209]）

2020年
- 問答RPG 魔法使與黑貓維茲（イスカ・ニルヴァ[叛逆の審判獣]、リュオン＆イスカ[希望の風][210]）
- 天華百劍-斬-（姬柊雪菜[211]）
- 传颂之物 Lost Flag（久远[術師見習い][212]）
- 火焰之纹章 英雄（伊敦[连翼的龙之民][213]、帕奥拉[鼎翼的三姐妹][214]）
- 梦境链接（茉莉[215]、丽姬娅[216]、水野爱[217]）
- 碧蓝航线（瑞鹤[飙速之鹤][218]、翔鹤[疾速之鹤][219]）
- 公主连结 Re:Dive（优衣[公主][220]）
- ビーナスイレブンびびっど！（洁诺薇亚[221]）
- 战舰世界（翔鹤[222]）
- 閃耀幻想曲（日向缘[泳装][223]、小路绫[圣诞节][224]）
- 多卡波UP!梦幻轮盘（久远[225]）
- 世界弹射物语（水野爱[226]）
- 梦幻之星Online2 es（カラミティスマッシャー[227]）
- 舰队Collection Arcade（足柄改二[228]）
- 锁链战记（スオウ[幻獣の世界《凰》][229]）

2021年
- 問答RPG 魔法使與黑貓維茲（空戦のChronicles of New Order[230]）
- 公主连结 Re:Dive（优衣[礼服][231]）
- 勇者斗恶龙：宿敌 Ace（ミーティア姫[232]）
- 魔法气泡 特趣思 俄罗斯方块 2（ハーピー[註 3][233]）
- 在地下城寻求邂逅是否搞错了什么～记忆憧憬～（姬柊雪菜[234]）
- 雀姬（聂小倩、小乔[235]）
- 魔界大战 （フレイヤ[極愛の豊穣神]）
- 火焰之纹章 英雄（帕奥拉[温柔的长女][236]）
- 蔚蓝档案（白洲梓[237]、白洲梓[泳装][238]）
- 传颂之物 斩2（久远[239]）
- 传颂之物 Lost Flag（久远[波誘う扇][240]、リンネ[241]）
- 三国志大战（袁姫[貞姫との逢瀬][242]）
- 閃耀幻想曲（日向缘[新年][243]）
- 偶像大师 星耀季节（田中琴叶[244]）

2022年
- 梦幻之星Online2 es（女性共同ヒツギボイス[245]）
- 問答RPG 魔法使與黑貓維茲（リュオン＆イスカ[夜店を巡る][246]）
- 三国志大战（張春華[氷狼の闇撃ち][247]）
- 战舰世界：传奇（翔鹤[248]）
- 魔法气泡Quest（ベレーナ[249]、蒸気都市のハーピー[250]）
- 锁链战记（スオウ[小間使いの夜叉姫][251]）
- 火焰之纹章 英雄（伊敦[介于神与魔之间][252]）
- 公主连结！GrandMasters（优衣[253]）
- 诺亚之心（夏莉·格兰杰[254]）
- 公主连结 Re:Dive（优衣[夏日][255]）
- WIXOSS MULTIVERSE（マユ[タマ／イオナ][256]）
- 闪耀幻想曲（理世[泳装][257]）
- 传颂之物 Lost Flag（ユカウラ[258]）
- 義賊探偵ノスリ（久远[259]）

2023年
- 少女前线（水野爱[260]、MG3-未来构想家[261]、MG3-心智升级[262]）
- 千年之旅（耶坦尼娅[263]、耶坦尼娅[维拉尔之梦][264]）
- 火焰之纹章 英雄（帕奥拉[白骑的长女][265]）
- 锁链战记（久远[266]）
- 机动战士高达 U.C.ENGAGE（日语：機動戦士ガンダム U.C. ENGAGE）（イセリナ・エッシェンバッハ[267]）
- 忍者大师 闪乱神乐 NEW LINK（日语：シノビマスター 閃乱カグラ NEW LINK）（洁诺薇亚[268]）
- 明日方舟（纯烬艾雅法拉[269]）
- 传颂之物 Lost Flag（久远[ちいさな願い][270]）

2024年
- 锁链战记（護送者 チェリマー[271]）
- 千年之旅（耶坦尼娅[希楠之泪][272]）
- 公主连结 Re:Dive（优衣[星幽][273]）
- Fate/Grand Order（玛丽·安托瓦内特<Alter>[274]、清姬[275]）
- 碧蓝航线（瑞鹤[急速飞驰Z][276]、翔鹤[鸣鹤衔禧][277]）
- 火焰之纹章 英雄（娜琪[悠久的收获祭]with伊敦[278]）
- 问答RPG 魔法使与黑猫维兹（イスカ[279]）

2025年
- 传颂之物 Lost Flag（久远[久远的摇篮曲][280]）
- 火焰之纹章 英雄（帕奥拉[与天马飞翔的夏天][281]）

### 配音

#### 电影
2013年
- 寂静岭2（Suki[282]）

2014年
- 电影43（Amanda）

#### 动画
2018年
- 希瑞与非凡的公主们[283]（格丽玛[284]）

2019年
- 希瑞与非凡的公主们 第2期（格丽玛）
- 希瑞与非凡的公主们 第3期（格丽玛）
- 希瑞与非凡的公主们 第4期（格丽玛）

2020年
- 希瑞与非凡的公主们 第5期（格丽玛）

### Radio节目
- 智一・美樹的廣播大爆炸 第9代助理（文化放送：2007年11月 - 2008年9月 第7期BGP）
- 恋愛トークバラエティ「好きなよ。部」（超!A&G+：2012年10月2日 - 2013年3月26日）
- （HiBiKi Radio Station：2013年6月19日 - 11月27日 [285]）
- （音泉、HiBiKi Radio Station：2013年9月11日 - 2014年4月30日、2018年12月19日 - ）
- （音泉：2013年10月1日 - 2014年3月25日 [286]）
- 種田梨沙與新田惠海的新種RADIO（超!A&G+：2013年12月19日 - 2014年12月30日 [287]）
- GLASSLIP〜風道廣播〜（音泉、HiBiKi Radio Station：2014年6月30日 - 10月13日）
- 『四月』じゃないよ、『君嘘』だよ。ラジオ（音泉：2014年9月24日 - 2015年4月15日）
- Rhodanthe*のおしゃべりモザイク（FlyingDog：2015年2月16日 - ）
- 食戟のソーマ 〜种田高桥料理学园〜（音泉：2015年4月3日 - 10月2日）
- 夕実&梨沙の东京ラフストーリー（超!A&G+：2015年7月8日 - 2016年9月28日）
- ご注文はラジオですか？？〜ラビットハウスへようこそ〜（音泉、HiBiKi Radio Station：2015年9月30日 - 12月30日）
- 發條精靈戰記 天鏡的極北之星網路廣播 種田祈帝国（音泉：2016年6月17日 - 2016年10月7日）
- 食戟之灵贰之皿presents 种田高桥的“请品尝吧 松冈桑！”（音泉：2016年7月1日 - 2016年7月29日）
- ご注文はラジオですか？？～WELCOME【う・さ！】～（文化放送：2018年7月2日 - 2019年7月1日[288]）
- ご注文はラジオですか？BLOOM（音泉：2020年7月7日 - 2021年5月18日[289]）
- 欢迎来到 Salon de Taneda♪（日语：Salon_de_Tanedaへようこそ♪）（音泉：2020年7月12日[290] - ）
- 夕実＆梨沙のラフストーリーは突然に（超!A&G+：2020年9月30日[291] - ）

### 廣播劇CD
2010年
- 最后大魔王（女学生B[292]）

2012年
- 香蕉要进入姐姐身体么？（悠二 幼年期[293]）
- 光在地球之時……（帝门光 幼年期[294]）

2013年
- 只有我知道这个世界是个游戏（ミツキ[295]）
- 忍者殺手（龙・由佳乃[296]）
- 偶像大师 百万人演唱会！（田中琴叶[297]）
- 境界的彼方（栗山未來[298]）
- 恶魔高校 D×D NEW（洁诺薇亚）

2014年
- 霸剑皇姬阿尔缇娜（艾力克·米凯尔·杜·布兰夏鲁[299]）
- 空之境界（宫月理理栖[300]）
- YUYU式（日向缘[301]）
- 魔法少女OverAge（島津くれな[302]）
- 恶魔高校 D×D NEW（洁诺薇亚）
- 猫与我的星期五（[303][304]）
- 噬血狂袭（姬柊雪菜[305][306]）
- 百炼霸王与圣约女武神（吉可露妮[307]）
- 英雄传说 闪之轨迹II（亚尔缇娜·奥莱恩[308]）
- GLASSLIP（永宫幸[309]）
- 空战魔导士培训生的教官（优莉·弗罗斯特尔[310]）
- 日日蝶蝶（日语：日々蝶々）（工藤百合[311][312]）
- ふしぎ荘＋住人×住人X〜X'mas Special〜（おはぎ[313]）

2015年
- 偶像大师 百万人演唱会！（田中琴叶[314][315]）
- 食戟之灵（薙切绘理奈[316]）
- 猫与我的星期五（モス子[317]）
- 魔法少女育成计划（暗影叶尔[318]）
- 魔技科的剑士与召唤魔王〈ヴァシレウス〉（林崎鼎[319]）
- 日常生活中的异能战斗（高梨彩弓[320]）
- Z/X -Zillions of enemy X-（五頭領 天眼忍者ウェアジャガー[321]）
- CHAOS;CHILD（久野里 澪[322]）
- Fate/Grand Order（玛修·基列莱特[323]）
- Web版 迷糊餐厅（近藤妃[324]）
- 噬血狂袭（姬柊雪菜[325]）
- YUYU式（日向缘[326]）

2016年
- 偶像大师 百万人演唱会！（田中琴叶[327][328]）
- Fate/Grand Order（玛修·基列莱特[329]）
- 如果有妹妹就好了。（白川京[330]）
- 发条精灵战记 天镜的极北之星（雅特丽希诺·伊格塞姆[331][332]）
- 苍之彼方的四重奏（佐藤院麗子[333]）
- 最弱无败神装机龙（赛莉丝缇雅·兰格莉思[334]）

2017年
- YUYU式（日向缘[335]）
- 偶像大师 百万人演唱会！（田中琴叶[336]）
- The Rolling Girls（响逢衣[337]）
- 公主连结 Re:Dive（优衣[338]）

2018年
- 偶像大师 百万人演唱会！剧场时光 （田中琴叶[339]）
- 偶像大师 百万人演唱会！（田中琴叶[340]）

2019年
- 全世界我最愛的就是胸部！（春见花[341][342]）
- 偶像大师 百万人演唱会！剧场时光 （田中琴叶[343]）
- 梦幻之星Online2（八坂火继[344]）
- 公主连结 Re:Dive （优衣[345]）

2020年
- 偶像大师 百万人演唱会！剧场时光 （田中琴叶[346]）

2021年
- 佐賀偶像是傳奇（水野愛[347]）

2022年
- 刀使之巫女（柊篝[348]）

2023年
- 偶像大师 百万人演唱会！（田中琴叶[349]）

2024年
- 偶像大师 百万人演唱会！（田中琴叶[350][351]）
- 蔚蓝档案（白洲梓[352]）

2025年
- 偶像大师 百万人演唱会！（田中琴叶[353]）

### 电影
2009年
- 第2写真部（ミキ）

2013年
- 变态少女毒杀日记（少女の声）

### PV
2012年
- 來自新世界 ※PV第三弹

2014年
- MIRROR WAR ～Reincarnation of Holiness～[354]
- 新·世界树的迷宫2 法夫尼尔的骑士[355]

2015年
- 玻璃花与毁坏的世界（杜娅尔[356]）

2017年
- 牧场物语 双子之村+[357]

2018年
- 問答RPG 魔法使與黑貓維茲（イスカ・ニルヴァ[358]）

2019年
- 闪耀幻想曲（理世[359]）
- Denon 无线耳机 AH-GC25W 《佐贺偶像是传奇》限定版[360]宣传PV（水野爱[361]）

2020年
- 请问您今天要来点兔子吗？BLOOM (天天座理世[362]）

2021年
- 佐贺偶像是传奇 卷土重来[363][364]
- 蔚蓝档案（白洲梓[365][366][367][368]）
- 噬血狂袭（姬柊雪菜[369]）

2023年
- 千年之旅（耶坦尼娅[370]、耶坦尼娅[维拉尔之梦][371]）

2024年
- 明日方舟（纯烬艾雅法拉[372][373][374]）
- 千年之旅（耶坦尼娅[希楠之泪][375]）

### CM
2012年
- 来自新世界 ※宣番CM2

2013年
- 悠悠式（日向缘[376]）

2015年
- Gamers 電玩咖！（天道花憐[377]）
- 玻璃花与毁坏的世界（杜娅尔）
- 食戟之灵（薙切绘里奈[378]）
- 幸运逻辑（摇音玉姬[379]）
- 公主连结（草野优衣[380]）
- 噬血狂袭 女武神的王国篇（姬柊雪菜）※Blu-ray & DVD 発売前CM

2016年
- Fate/Grand Order（玛修·基列莱特[381][382][383][384]）
- 《Comptiq》2016年2月号发售CM[385]

2017年
- Gamers 電玩咖！（天道花憐[386]）

2018年
- 闪耀幻想曲（小路绫[387]）

2019年
- 噬血狂袭[388]

2020年
- 碧蓝航线 （翔鹤、瑞鹤[389]）

2021年
- 蔚蓝档案（白洲梓[390]）

### 电视节目
| 播放日期（日本时间） | 节目名称                                                                 | 电视台                   | 相关动画   | 备注                    |
| 2012年               | 2012年                                                                   | 2012年                   | 2012年     | 2012年                  |
| -------------------- | ------------------------------------------------------------------------ | ------------------------ | ---------- | ----------------------- |
| 9月21日              | この秋一番の注目アニメ! 「新世界より」の魅力をみっちり教えまスペシャル!! | 朝日电视台               | 来自新世界 |                         |
| 9月25日              | よふかしゴーちゃん。                                                     | 朝日电视台               | 来自新世界 |                         |
| 10月1日              | よふかしゴーちゃん。                                                     | 朝日电视台               | 来自新世界 |                         |
| 2013年               |                                                                          |                          |            |                         |
| 6月25日-10月1日      | きゅんいろモザイク                                                       | YouTube FlyngDog Channel | 黄金拼图   | 共29回                  |
| 9月23日              | アニメDON!                                                               | 东京电视台               | 圣灵破碎者 | 第25回，VTR出演         |
| 10月10日             | あにむす!                                                                | 东京电视台               | 噬血狂袭   |                         |
| 11月13日             | Anime-TV                                                                 | 共3个电视台              | 噬血狂袭   |                         |
| 12月27日             | ストライク・ザ・ブラッドの秘密を監視せよ！                               | 共4个电视台              | 噬血狂袭   | 特别篇                  |
| 2014年               |                                                                          |                          |            |                         |
| 6月30日              | アニメマシテ                                                             | 东京电视台               |            | 第12回                  |
| 7月7日               | アニメマシテ                                                             | 东京电视台               | 第13回     |                         |
| 9月                  | Break Out                                                                | 朝日电视台               |            | 旁白（到2016年9月结束） |
| 2015年               |                                                                          |                          |            |                         |
| 7月10日              | “秋の選抜”直前スペシャル                                                 | 共4个电视台              | 食戟之灵   | 特别篇                  |

### 有声漫画
2025年
- selector loth WIXOSS ~るう子＆タマ完結編~（茧[401]）

#### VOMIC
2014年
- γ－伽马－ 地球防衞軍諮商課（北鹿 海鹏）

### 移动应用程序
2013年
- 電撃スタンプカレンダー（姫柊雪菜[402]）
- しゃべってキャラ ミニブシ（石田三成[403]）

2015年
- ごちうさアラーム～リゼ編～（リゼ[404]）

2019年
- 《噬血狂袭～晓之日常篇～》（姬柊雪菜[405]）

### 弹珠机・老虎机
2016年
- CRバスタード!! -暗黒の破壊神-（ティア・ノート・ヨーコ[406]）

2017年
- CR 萌え萌え大戦争 ぱちんこば～ん（零[407]）

2019年
- CR CYBORG009 CALL OF JUSTICE（003 法兰索娃·阿尔达努）

2021年
- Pフィーバー アイドルマスター ミリオンライブ!（田中琴葉[408]）
- パチスロ アイドルマスター ミリオンライブ!（田中琴葉[409]）
- Pフィーバー アイドルマスター ミリオンライブ！39フェスver.（田中琴葉[410]）
- Pフィーバー アイドルマスター ミリオンライブ！Light ver.（田中琴葉[411]）

2022年
- 碧蓝航线 THE ANIMATION（瑞鹤[412]）

2024年
- P CYBORG009 RULE OF SACRIFICE（003 法兰索娃·阿尔达努[413]）
- e CYBORG009 RULE OF SACRIFICE（003 法兰索娃·阿尔达努[414]）
- スロット ゾンビランドサガ（水野爱[415]）
- CYBORG 009 RULE OF SACRIFICE VS SCARL BODY EDITION 199（003 法兰索娃·阿尔达努[416]）

2025年
- Pゾンビランドサガ（水野爱[417]）
- PA CYBORG009 RULE OF SACRIFICE LT99Ver.（003 法兰索娃·阿尔达努[418]）

### 其他
2012年
- 京極堂 逢魔の闇（サウンドアトラクション[419][420]）

2016年
- PRIUS! IMPOSSIBLE GIRLS（07 高剛性ボディ[421]）

2019年
- Fate/Grand Order×リアル脱出ゲーム「謎特異点Ⅱ ピラミッドからの脱出」（玛丽·安托瓦内特[422]）

2020年
- 異世界悠閒農家（露露希·露[423]）

2022年
- 明日方舟（艾雅法拉[424]）

## 音乐作品

### 角色印象曲CD
| 發售日   | 標題                                                                               | 名義 | 歌曲 | 备注                                                                                 |
| 2013年   | 2013年                                                                             | 2013年 | 2013年 | 2013年                                                                               |
| -------- | ---------------------------------------------------------------------------------- | --- | --- | ------------------------------------------------------------------------------------ |
| 1月25日  | 割れたリンゴ／雪に咲く花                                                           | 渡边早季（种田梨沙） | 割れたリンゴ | 电视动画《來自新世界》片尾曲                                                         |
| 4月17日  | せーのっ!                                                                          | 情报处理部 | せーのっ! | 电视动画《YUYU式》片头曲                                                             |
| 4月17日  | せーのっ!                                                                          | 情报处理部 | セツナイロ | 电视动画《YUYU式》印象曲                                                             |
| 4月24日  | THE IDOLM@STER LIVE THE@TER PERFORMANCE 01 Thank You!                              | 765 MILLIONSTARS | Thank You! | 游戏《偶像大师 百万人演唱会！》主题曲                                                |
| 4月24日  | THE IDOLM@STER LIVE THE@TER PERFORMANCE 01 Thank You!                              | 765THEATER ALLSTARS | | 游戏《偶像大师 百万人演唱会！》主题曲                                                |
| 7月17日  |                                                                                    | 情报处理部 | ミラクルファンシー | 电视动画《YUYU式》角色歌                                                             |
| 7月17日  | なんつってっつちゃった                                                             | 情报处理部 | | 电视动画《YUYU式》角色歌                                                             |
| 7月17日  | 日向缘（种田梨沙）                                                                 | ゆるぶらっといこう feat. 乙P | | 电视动画《YUYU式》角色歌                                                             |
| 7月31日  | THE IDOLM@STER LIVE THE@TER PERFORMANCE 04                                         | 田中琴叶（种田梨沙） | 朝焼けのクレッシェンド | 游戏《偶像大师 百万人演唱会！》角色歌                                                |
| 7月31日  | THE IDOLM@STER LIVE THE@TER PERFORMANCE 04                                         | 如月千早（今井麻美）、北泽志保（雨宫天）、田中琴叶（种田梨沙）、所惠美（藤井幸代） | Blue Symphony | 游戏《偶像大师 百万人演唱会！》角色歌                                                |
| 8月21日  |                                                                                    | 慧心学园初等部女子迷你篮球部5年级队 | 下级生Groove! | 电视动画《萝球社！SS》角色歌                                                         |
| 8月21日  | どきどきすること                                                                   | 慧心学园初等部女子迷你篮球部5年级队 | | 电视动画《萝球社！SS》角色歌                                                         |
| 8月21日  | チョーゼツよくできました◎                                                          | 慧心学园初等部女子迷你篮球部5年级队 | | 电视动画《萝球社！SS》角色歌                                                         |
| 8月28日  |                                                                                    | 神秘学研究社少女 | らぶりぃ♥でびる | 电视动画《恶魔高校 D×D NEW》片尾曲                                                   |
| 8月28日  | 洁诺薇亚（种田梨沙）                                                               | 祈りは剣、変わらぬは誓い | 电视动画《恶魔高校 D×D NEW》角色歌 |                                                                                      |
| 10月9日  |                                                                                    | 大宫忍（西明日香）&小路绫（种田梨沙） | ひまわりいろサマーデイズ | 电视动画《黄金拼图》角色歌                                                           |
| 10月9日  | 小路绫（种田梨沙）&猪熊阳子（内山夕实）                                            | なぎさいろハイビスカス | | 电视动画《黄金拼图》角色歌                                                           |
| 10月9日  | 大宫忍和她的愉快伙伴们                                                             | 忍の創作劇 | 电视动画《黄金拼图》剧中剧 |                                                                                      |
| 11月27日 | きんいろモザイク BD・DVD第3巻特典CD                                                | 小路绫（种田梨沙） | 夕焼けいろコスモス | 电视动画《黄金拼图》角色歌                                                           |
| 11月27日 |                                                                                    | 栗山未来（种田梨沙） | Displeasing Diary | 电视动画《境界的彼方》角色歌                                                         |
| 11月27日 | 栗山未来（种田梨沙）×名濑美月（茅原实里）                                          | Ordinary Girl's Talk! | | 电视动画《境界的彼方》角色歌                                                         |
| 2014年   |                                                                                    | | |                                                                                      |
| 1月8日   |                                                                                    | 妖梦讨伐队 | 约束の绊 | 电视动画《境界的彼方》插曲                                                           |
| 1月8日   | 新堂爱与陪审员舞者                                                                 | Judgmentじゃ! | 网络动画《迷茫依旧的审判之民》插曲 |                                                                                      |
| 2月26日  | ストライク・ザ・ブラッド BD・DVD第2巻特典CD                                        | 姬柊雪菜（种田梨沙） | Scarlet Flower | 电视动画《噬血狂袭》角色歌                                                           |
| 2月26日  | ロウきゅーぶ!SS BD・DVD第6巻特典CD                                                 | 藤井雅美（种田梨沙） | 友情ANTI! | 电视动画《萝球社！SS》角色歌                                                         |
| 3月27日  | If you want to be happy, be.                                                       | 情报处理部 | Winter Flower | 电视动画《YUYU式》广播剧CD片头曲                                                     |
| 4月23日  |                                                                                    | 黑羽宁子（种田梨沙）、橘佳奈（洲崎绫）、和美·施里恩曹尔（M·A·O）、鹰鸟小鸟（田所梓） | いちばん星 | 电视动画《极黑的布伦希尔德》片尾曲                                                   |
| 4月23日  | ありのままの幸せ                                                                   | 黑羽宁子（种田梨沙）、橘佳奈（洲崎绫）、和美·施里恩曹尔（M·A·O）、鹰鸟小鸟（田所梓） | 电视动画《极黑的布伦希尔德》角色歌 |                                                                                      |
| 5月28日  | Daydream café                                                                      | Petit Rabbit's | Daydream café | 电视动画《请问您今天要来点兔子吗？》片头曲                                           |
| 6月20日  | ご注文はうさぎですか？キャラクターソング2                                          | 心爱（佐仓绫音）、理世（种田梨沙） | Rabbit Hole | 电视动画《请问您今天要来点兔子吗？》角色歌                                           |
| 6月20日  | ご注文はうさぎですか？キャラクターソング2                                          | 理世（种田梨沙） | Love & Gun | 电视动画《请问您今天要来点兔子吗？》角色歌                                           |
| 7月24日  | ご注文はうさぎですか？キャラクターソング4                                          | 理世（种田梨沙）、纱路（内田真礼） | Eを探す日常 | 电视动画《请问您今天要来点兔子吗？》角色歌                                           |
| 7月24日  | ご注文はうさぎですか？キャラクターソング4                                          | 理世（种田梨沙） | 梦见るアプレミディ | 电视动画《请问您今天要来点兔子吗？》角色歌                                           |
| 7月30日  |                                                                                    | 黑羽宁子（种田梨沙） | いちばん星-宁子solo ver.- | 电视动画《极黑的布伦希尔德》角色歌                                                   |
| 7月30日  | 飒爽登场!宁子さん                                                                  | 黑羽宁子（种田梨沙） | | 电视动画《极黑的布伦希尔德》角色歌                                                   |
| 7月30日  | 気にしない歌                                                                       | 黑羽宁子（种田梨沙） | | 电视动画《极黑的布伦希尔德》角色歌                                                   |
| 8月17日  | 魔法少女OverAge 歌唱：主题歌集                                                     | 岛津久怜奈（种田梨沙） | 异世界ノットパンピー | 同人CD《魔法少女OverAge》声优版                                                      |
| 8月27日  | ご注文はうさぎですか？キャラクターソングアルバム                                   | Petit Rabbit's | 一匙のお姫さま物语 | 电视动画《请问您今天要来点兔子吗？》角色歌                                           |
| 8月27日  | ご注文はうさぎですか？キャラクターソングアルバム                                   | 智乃（水濑祈）、理世（种田梨沙）、纱路（内田真礼） | VSマイペース？ | 电视动画《请问您今天要来点兔子吗？》角色歌                                           |
| 8月27日  | ご注文はうさぎですか？ BD・DVD第3巻特典CD                                          | 理世（种田梨沙） | Daydream café 〜ご注文はリゼですか？ver.〜 | 电视动画《请问您今天要来点兔子吗？》角色歌                                           |
| 10月29日 |                                                                                    | 永宫幸（种田梨沙） | 君へとRefrain | 电视动画《GLASSLIP》角色歌                                                           |
| 11月19日 | OVERLAPPERS                                                                        | Qverktett:\|\| | OVERLAPPERS | 电视动画《日常系的异能战斗》片头曲                                                   |
| 11月26日 | THE IDOLM@STER LIVE THE@TER HARMONY 06                                             | 田中琴叶（种田梨沙） | ホントウノワタシ | 游戏《偶像大师 百万人演唱会！》角色歌                                                |
| 11月26日 | THE IDOLM@STER LIVE THE@TER HARMONY 06                                             | 灼熱少女 | ジレるハートに火をつけて | 游戏《偶像大师 百万人演唱会！》角色歌                                                |
| 11月26日 | THE IDOLM@STER LIVE THE@TER HARMONY 06                                             | 灼熱少女 | Welcome!! | 游戏《偶像大师 百万人演唱会！》角色歌                                                |
| 2015年   |                                                                                    | | |                                                                                      |
| 1月21日  |                                                                                    | THE ROLLING GIRLS | 月の爆撃机 | 电视动画《旋转少女》片尾曲                                                           |
| 1月21日  | 人にやさしく                                                                       | THE ROLLING GIRLS | 电视动画《旋转少女》片头曲 |                                                                                      |
| 1月21日  | 1000のバイオリン                                                                   | THE ROLLING GIRLS | 电视动画《旋转少女》第一话插曲 |                                                                                      |
| 2月4日   |                                                                                    | 小路绫（种田梨沙） | こいいろアイリス | 电视动画《Hello!!黄金拼图》角色歌                                                    |
| 2月4日   | 魔法少女オーバーエイジ -kawaii songs collection-                                   | 岛津久怜奈（种田梨沙） | 异世界ノットパンピー | 在同人CD《魔法少女OverAge 歌唱：主题歌集》的基础上增加新曲                           |
| 2月25日  | 四月は君の嘘 BD・DVD第1巻特典CD                                                    | 宫园薰（种田梨沙） | My Truth〜ロンド・カプリチオーソ | 电视动画《四月是你的谎言》角色歌                                                     |
| 2月27日  | 异能バトルは日常系のなかで BD第3巻特典CD                                           | 安藤寿来（冈本信彦）、高梨彩弓（种田梨沙） | Nobody knows,Oh yeah! -始原- | 电视动画《日常系的异能战斗》角色歌                                                   |
| 3月4日   |                                                                                    | 日向缘（种田梨沙） | Sunshine*Plave | 电视动画《YUYU式》角色歌                                                             |
| 3月4日   | ゆるぶらっといこう feat. 乙P                                                       | 日向缘（种田梨沙） | | 电视动画《YUYU式》角色歌                                                             |
| 3月4日   | せーのっ！ -TV Edit 日向縁 Ver.-                                                   | 日向缘（种田梨沙） | | 电视动画《YUYU式》角色歌                                                             |
| 4月1日   |                                                                                    | THE ROLLING GIRLS | TRAIN-TRAIN | 电视动画《旋转少女》插曲                                                             |
| 4月1日   | 终わらない歌                                                                       | THE ROLLING GIRLS | | 电视动画《旋转少女》插曲                                                             |
| 4月1日   | 英雄にあこがれて                                                                   | THE ROLLING GIRLS | | 电视动画《旋转少女》插曲                                                             |
| 4月1日   | 夕暮れ                                                                             | THE ROLLING GIRLS | | 电视动画《旋转少女》插曲                                                             |
| 5月20日  | ローリング☆ガールズ BD・DVD第3巻 きゃにめ.jp特典ミュージックカード                 | 响逢衣（种田梨沙） | 月の爆撃机 | 电视动画《旋转少女》片尾曲（响逢衣独唱版本）                                         |
| 7月1日   | 宝箱のジェットコースター                                                           | Petit Rabbit's | 宝箱のジェットコースター | 电视动画《请问您今天要来点兔子吗？》角色歌                                           |
| 7月22日  |                                                                                    | 薙切绘里奈（种田梨沙） | la fleur noble | 电视动画《食戟之灵》角色歌                                                           |
| 7月22日  | 百皿缭乱☆献立バトル~starring 薙切えりな~                                           | 薙切绘里奈（种田梨沙） | | 电视动画《食戟之灵》角色歌                                                           |
| 7月29日  | ハートぷるぷる事件です                                                             | 振り回され隊 | ハートぷるぷる事件です | 电视动画《请问您今天要来点兔子吗？》角色歌                                           |
| 7月29日  | ハートぷるぷる事件です                                                             | 理世（种田梨沙） | ミカヅキドロップ | 电视动画《请问您今天要来点兔子吗？》角色歌                                           |
| 8月2日   |                                                                                    | THE ROLLING GIRLS | STONES | 电视动画《旋转少女》第八话插曲                                                       |
| 8月2日   | シャララ                                                                           | THE ROLLING GIRLS | 电视动画《旋转少女》第六、九话插曲 |                                                                                      |
| 8月2日   | 响逢衣（种田梨沙）                                                                 | 人にやさしく | 电视动画《旋转少女》片头曲（响逢衣独唱版本） |                                                                                      |
| 8月2日   | 响逢衣（种田梨沙）                                                                 | STONES | 电视动画《旋转少女》第八话插曲（响逢衣独唱版本） |                                                                                      |
| 8月16日  | 魔法少女オーバーエイジ Single is not single I                                      | 岛津久怜奈（种田梨沙） | シルフィード | 同人CD《魔法少女OverAge》系列                                                        |
| 8月19日  | ぷりずむコミュニケート （ロゥリィ盤）                                              | 杜嘉（金元寿子）&蕾莱（东山奈央）&萝莉（种田梨沙） | ぷりずむコミュニケート | 电视动画《GATE 奇幻自卫队》片尾曲                                                    |
| 8月19日  | ぷりずむコミュニケート （ロゥリィ盤）                                              | 萝莉（种田梨沙） | Black Identity | 电视动画《GATE 奇幻自卫队》角色歌                                                    |
| 8月19日  | ぷりずむコミュニケート （ロゥリィ盤）                                              | 萝莉（种田梨沙） | ぷりずむコミュニケート/ロゥリィ ソロver. | 电视动画《GATE 奇幻自卫队》片尾曲（萝莉独唱版本）                                    |
| 8月26日  | ハロー!!きんいろモザイク BD・DVD第3巻特典CD                                        | 小路绫（种田梨沙） | なついろモーニンググローリー | 电视动画《Hello!!黄金拼图》角色歌                                                    |
| 9月2日   | FIRST*MODE初回限定盘附赠CD                                                         | 小路绫（种田梨沙） | 梦色パレード（绫Ver.） | 电视动画《Hello!!黄金拼图》片头曲（小路绫版本）                                      |
| 9月30日  |                                                                                    | 萝莉（种田梨沙） | 漆黒のカンパネラ | 电视动画《GATE 奇幻自卫队》角色歌                                                    |
| 9月30日  | Black Identity (アルバム・アレンジ ver)                                            | 萝莉（种田梨沙） | | 电视动画《GATE 奇幻自卫队》角色歌                                                    |
| 9月30日  | THE IDOLM@STER LIVE THE@TER DREAMERS 01 Dreaming!                                  | 765 MILLIONSTARS | Welcome!! | 游戏《偶像大师 百万人演唱会！》角色歌                                                |
| 10月30日 | 空戦魔导士候补生の教官 Blu-ray&DVD 第2巻特典CD                                     | 优莉（种田梨沙） | 违うようで同じ 同じようで违う空 | 电视动画《空战魔导士培训生的教官》角色歌                                             |
| 11月11日 | ノーポイッ!                                                                        | Petit Rabbit's | ノーポイッ! | 电视动画《请问您今天要来点兔子吗？》第2期片头曲                                      |
| 11月11日 | ノーポイッ!                                                                        | 理世（种田梨沙） | ノーポイッ! 〜リゼVer.〜 | 电视动画《请问您今天要来点兔子吗？》第2期片头曲（理世独唱版本）                      |
| 11月21日 |                                                                                    | 杜娅尔（种田梨沙） | Insomnia (Short edit) | 剧场版《玻璃花与毁坏的世界》预售票第2弹特典CD                                        |
| 11月25日 | ハロー!!きんいろモザイク BD・DVD第6巻特典CD                                        | 大宫忍（西明日香）&爱丽丝·卡塔雷特（田中真奈美）&小路绫（种田梨沙）&猪熊阳子（内山夕实）&九条可怜（东山奈央） | せいしゅんいろミモザ | 电视动画《Hello!!黄金拼图》角色歌                                                    |
| 11月25日 | ご注文はうさぎですか？？ 第1巻 特典CD                                              | Petit Rabbit's | にっこりカフェの魔法使い | 电视动画《请问您今天要来点兔子吗？》第2期角色歌                                      |
| 2016年   |                                                                                    | | |                                                                                      |
| 1月6日   | 梦の蕾                                                                             | THREE | 梦の蕾 | 剧场版《玻璃花与毁坏的世界》主题曲&插曲CD                                            |
| 1月6日   | 梦の蕾                                                                             | 杜娅尔&多萝茜ー starring 种田梨沙、佐仓绫音 | オシエテ | 剧场版《玻璃花与毁坏的世界》主题曲&插曲CD                                            |
| 1月27日  | いつだってコミュニケーション （ロゥリィ盤）                                        | 杜嘉（金元寿子）&蕾莱（东山奈央）&萝莉（种田梨沙） | いつだってコミュニケーション | 电视动画《GATE 奇幻自卫队》第2期片尾曲                                               |
| 1月27日  | いつだってコミュニケーション （ロゥリィ盤）                                        | 萝莉（种田梨沙） | Lovemaker | 电视动画《GATE 奇幻自卫队》第2期角色歌                                               |
| 1月27日  | いつだってコミュニケーション （ロゥリィ盤）                                        | 萝莉（种田梨沙） | いつだってコミュニケーション/ロゥリィ ソロver. | 电视动画《GATE 奇幻自卫队》第2期片尾曲（萝莉独唱版本）                               |
| 1月30日  | THE IDOLM@STER LIVE THE@TER SOLO COLLECTION Vol.03 Vocal Edition                   | 田中琴叶（种田梨沙） | Blue Symphony | 游戏《偶像大师 百万人演唱会！》3周年演唱会会场限定CD                                 |
| 2月14日  | ご注文はうさぎですか？？ 第2巻 特典CD                                              | 理世（种田梨沙） | 冷静とモフモフの国境線 | 电视动画《请问您今天要来点兔子吗？》第2期角色歌                                      |
| 2月17日  |                                                                                    | 杜娅尔（种田梨沙） | Insomnia | 剧场版《玻璃花与毁坏的世界》豪华版 Blu-ray 特典CD                                    |
| 2月24日  | 「GATE 奇幻自衛隊 在彼方的土地，如斯的戰鬥」角色歌、專輯 vol.2                     | 萝莉（种田梨沙） | Lovemaker(アルバム・アレンジ ver.) | 电视动画《GATE 奇幻自卫队》角色歌vol.2                                               |
| 2月24日  | 「GATE 奇幻自衛隊 在彼方的土地，如斯的戰鬥」角色歌、專輯 vol.2                     | 萝莉（种田梨沙）×杜嘉（金元寿子） | 生きるとは呼吸することではない、愛すること | 电视动画《GATE 奇幻自卫队》角色歌vol.2                                               |
| 2月24日  | 「GATE 奇幻自衛隊 在彼方的土地，如斯的戰鬥」角色歌、專輯 vol.2                     | 蕾莱（东山奈央）×萝莉（种田梨沙） | or DESIRE | 电视动画《GATE 奇幻自卫队》角色歌vol.2                                               |
| 2月24日  | 「GATE 奇幻自衛隊 在彼方的土地，如斯的戰鬥」角色歌、專輯 vol.2                     | 伊丹（诹访部顺一）&萝莉（种田梨沙）&杜嘉（金元寿子）&蕾莱（东山奈央） | 今日が晴れならそれでヨイ！？ | 电视动画《GATE 奇幻自卫队》角色歌vol.2                                               |
| 3月23日  | THE IDOLM@STER LIVE THE@TER DREAMERS 06                                            | 高坂海美（上田丽奈）×田中琴叶（种田梨沙） | Understand? Understand! | 游戏《偶像大师 百万人演唱会！》双人组合专辑系列                                      |
| 3月30日  | うたわれるもの 偽りの仮面 ゲーム&アニメ オリジナルサウンドトラック                 | 久远（种田梨沙） | 運命-SADAME- | 游戏&动画《传颂之物 虚伪的假面》原声音乐                                             |
| 5月25日  | 「最弱無敗神裝機龍」Blu-ray＆DVD 第3卷 特典CD                                      | 赛莉丝缇雅·兰格莉思（种田梨沙） | Lack of Communication | 电视动画《最弱无败神装机龙》角色歌                                                   |
| 6月3日   | ご注文はうさぎですか？？ 第6巻 特典CD                                              | 心爱（佐仓绫音）、智乃（水濑祈）、理世（种田梨沙）、千夜（佐藤聪美）、纱路（内田真礼）、麻耶（德井青空）、惠（村川梨衣） | 本日は誠にラリルレイン | 电视动画《请问您今天要来点兔子吗？》第2期现场活动“Rabbit House Tea Party 2016”主题曲 |
| 6月8日   | SONGS & MELODY                                                                     | 摇音玉姬（种田梨沙）&维娜斯（东山奈央） | 愛が世界を救う♡Love is forever♡ | 电视动画《幸运逻辑》角色歌集专辑                                                     |
| 8月27日  | ご注文はうさぎですか？？キャラクターソングシリーズ02                               | 理世（种田梨沙） | 鏡合わせのアンビバレット | 电视动画《请问您今天要来点兔子吗？》第2期角色歌                                      |
| 8月27日  | ご注文はうさぎですか？？キャラクターソングシリーズ02                               | 理世（种田梨沙） | Dear Me | 电视动画《请问您今天要来点兔子吗？》第2期角色歌                                      |
| 8月27日  | ご注文はうさぎですか？？キャラクターソングシリーズ02                               | 理世（种田梨沙） | WELCOME【う・さ！】リゼVer. | 电视动画《请问您今天要来点兔子吗？》第2期角色歌                                      |
| 10月26日 | ご注文はうさぎですか？？ キャラクターソングシリーズ 全巻購入特典CD                 | 心爱（佐仓绫音）、智乃（水濑祈）、理世（种田梨沙）、千夜（佐藤聪美）、纱路（内田真礼）、麻耶（德井青空）、惠（村川梨衣）、翠（早见沙织）、萌香（茅野爱衣） | WELCOME【う・さ！】 | 电视动画《请问您今天要来点兔子吗？》第2期角色歌                                      |
| 11月9日  | うたわれるもの 二人の白皇 Additional Soundtrack                                    | 艾露露（柚木凉香）&久远（种田梨沙） | 運命-SADAME- | 游戏《传颂之物 二人的白皇》原声音乐                                                  |
| 11月23日 | ストライク・ザ・ブラッドⅡ OVA 姫柊雪菜キャラクターソング・アルバム                 | 姬柊雪菜（种田梨沙） | Stay with Moon | OVA第2期《噬血狂袭Ⅱ》姬柊雪菜角色歌专辑                                              |
| 11月23日 | ストライク・ザ・ブラッドⅡ OVA 姫柊雪菜キャラクターソング・アルバム                 | 姬柊雪菜（种田梨沙） | Your First Star | OVA第2期《噬血狂袭Ⅱ》姬柊雪菜角色歌专辑                                              |
| 11月23日 | ストライク・ザ・ブラッドⅡ OVA 姫柊雪菜キャラクターソング・アルバム                 | 姬柊雪菜（种田梨沙） | 神格無音 | OVA第2期《噬血狂袭Ⅱ》姬柊雪菜角色歌专辑                                              |
| 11月23日 | ストライク・ザ・ブラッドⅡ OVA 姫柊雪菜キャラクターソング・アルバム                 | 姬柊雪菜（种田梨沙） | フランボワーズ ラヴァーズ | OVA第2期《噬血狂袭Ⅱ》姬柊雪菜角色歌专辑                                              |
| 11月23日 | ストライク・ザ・ブラッドⅡ OVA 姫柊雪菜キャラクターソング・アルバム                 | 姬柊雪菜（种田梨沙） | レーゾンデートル | OVA第2期《噬血狂袭Ⅱ》姬柊雪菜角色歌专辑                                              |
| 11月23日 | ストライク・ザ・ブラッドⅡ OVA 姫柊雪菜キャラクターソング・アルバム                 | 姬柊雪菜（种田梨沙） | I'm in Red | OVA第2期《噬血狂袭Ⅱ》姬柊雪菜角色歌专辑                                              |
| 11月23日 | ストライク・ザ・ブラッドⅡ OVA 姫柊雪菜キャラクターソング・アルバム                 | 姬柊雪菜（种田梨沙） | フォーチュンナンバー0405（OVA第2期片尾曲） | OVA第2期《噬血狂袭Ⅱ》姬柊雪菜角色歌专辑                                              |
| 11月23日 | ストライク・ザ・ブラッドⅡ OVA 姫柊雪菜キャラクターソング・アルバム                 | 姬柊雪菜（种田梨沙） | Scarlet Flower | OVA第2期《噬血狂袭Ⅱ》姬柊雪菜角色歌专辑                                              |
| 12月21日 | ご注文はうさぎですか？キャラクターソング・セレクションアルバム/order the songs     | Petit Rabbit's | Daydream café | 电视动画《请问您今天要来点兔子吗？》第2期角色歌精选辑                                |
| 12月21日 | ご注文はうさぎですか？キャラクターソング・セレクションアルバム/order the songs     | Petit Rabbit's | 一匙のお姫さま物语 | 电视动画《请问您今天要来点兔子吗？》第2期角色歌精选辑                                |
| 12月21日 | ご注文はうさぎですか？キャラクターソング・セレクションアルバム/order the songs     | Petit Rabbit's | 宝箱のジェットコースター | 电视动画《请问您今天要来点兔子吗？》第2期角色歌精选辑                                |
| 12月21日 | ご注文はうさぎですか？キャラクターソング・セレクションアルバム/order the songs     | 理世（种田梨沙） | Love & Gun | 电视动画《请问您今天要来点兔子吗？》第2期角色歌精选辑                                |
| 12月21日 | ご注文はうさぎですか？キャラクターソング・セレクションアルバム/order the songs     | 理世（种田梨沙） | ミカヅキドロップ | 电视动画《请问您今天要来点兔子吗？》第2期角色歌精选辑                                |
| 12月21日 | ご注文はうさぎですか？キャラクターソング・セレクションアルバム/order the songs     | 心爱（佐仓绫音）、理世（种田梨沙） | Rabbit Hole | 电视动画《请问您今天要来点兔子吗？》第2期角色歌精选辑                                |
| 12月21日 | ご注文はうさぎですか？キャラクターソング・セレクションアルバム/order the songs     | 理世（种田梨沙）、纱路（内田真礼） | Eを探す日常 | 电视动画《请问您今天要来点兔子吗？》第2期角色歌精选辑                                |
| 2017年   |                                                                                    | | |                                                                                      |
| 2月8日   |                                                                                    | 情报处理部 | きらめきっ！の日 | OVA《YUYU式》片头曲                                                                  |
| 2月8日   | 青空のつくりかた                                                                   | 情报处理部 | OVA《YUYU式》片尾曲 |                                                                                      |
| 3月9日   | THE IDOLM@STER LIVE THE@TER SOLO COLLECTION 04 Starlight Theater                   | 田中琴叶（种田梨沙） | ジレるハートに火をつけて | 游戏《偶像大师 百万人演唱会！》4周年演唱会会场限定CD                                 |
| 3月15日  | ロリガ・ロック・ベスト！ ～Songs of the mob, by the mob, for the mob～             | THE ROLLING GIRLS | 人にやさしく 英雄にあこがれて 脳天気 夕暮れ 青空 シャララ 終わらない歌 1000のバイオリン 月の爆撃機 STONES TRAIN-TRAIN | 电视动画《旋转少女》精选辑                                                           |
| 3月15日  | ロリガ・ロック・ベスト！ ～Songs of the mob, by the mob, for the mob～             | THE ROLLING GIRLS | リンダリンダ (新曲) | 电视动画《旋转少女》精选辑                                                           |
| 4月19日  | ガールフレンド(仮) キャラクターソングシリーズ Vol.04                               | 凤 | 君の手 | 游戏《临时女友》角色歌系列Vol.04                                                     |
| 7月26日  | THE IDOLM@STER MILLION THE@TER GENERATION 01 Brand New Theater!                    | 765 MILLION ALLSTARS | Dreaming! | 游戏《偶像大师 百万人演唱会！剧场时光》系列CD                                        |
| 9月20日  | プリンセスコネクト！ Re:Dive PRICONNE CHARACTER SONG 01                            | 优衣（种田梨沙）、日和莉（东山奈央）、怜（早见沙织） | つなぐもの | 游戏《公主连结 Re:Dive》角色歌                                                       |
| 11月11日 | セカイがカフェになっちゃった！                                                     | Petit Rabbit's with beans | セカイがカフェになっちゃった！ | 剧场版《请问您今天要来点兔子吗？？ ～Dear My Sister～》主题曲                        |
| 11月11日 | セカイがカフェになっちゃった！                                                     | Petit Rabbit's | ハピネスアンコール | 剧场版《请问您今天要来点兔子吗？？ ～Dear My Sister～》插曲                          |
| 11月22日 | ご注文はうさぎですか？？ ～Dear My Sister～ キャラクターソング2                    | 心爱（佐仓绫音）、智乃（水濑祈）、理世（种田梨沙） | きらめきカフェタイム | 剧场版《请问您今天要来点兔子吗？？ ～Dear My Sister～》角色歌                        |
| 12月6日  | ご注文はうさぎですか？？ ～Dear My Sister～ デュエットソングアルバム               | 理世（种田梨沙）、麻耶（德井青空） | Sing a Song!!!!! | 剧场版《请问您今天要来点兔子吗？？ ～Dear My Sister～》二重唱专辑                    |
| 12月6日  | ご注文はうさぎですか？？ ～Dear My Sister～ デュエットソングアルバム               | 理世（种田梨沙）、千夜（佐藤聪美） | センチメンタルボタン | 剧场版《请问您今天要来点兔子吗？？ ～Dear My Sister～》二重唱专辑                    |
| 12月22日 | ご注文はうさぎですか？？キャラクターソング・セレクションアルバム/order the songs2  | Petit Rabbit's | ノーポイッ！ | 电视动画《请问您今天要来点兔子吗？》第2期角色歌精选辑                                |
| 12月22日 | ご注文はうさぎですか？？キャラクターソング・セレクションアルバム/order the songs2  | Petit Rabbit's | なんとなくミライ | 电视动画《请问您今天要来点兔子吗？》第2期角色歌精选辑                                |
| 12月22日 | ご注文はうさぎですか？？キャラクターソング・セレクションアルバム/order the songs2  | Petit Rabbit's | にっこりカフェの魔法使い | 电视动画《请问您今天要来点兔子吗？》第2期角色歌精选辑                                |
| 12月22日 | ご注文はうさぎですか？？キャラクターソング・セレクションアルバム/order the songs2  | Petit Rabbit's | WELCOME【う・さ！】 ～Petit Rabbit's Ver.～ | 电视动画《请问您今天要来点兔子吗？》第2期角色歌精选辑                                |
| 12月22日 | ご注文はうさぎですか？？キャラクターソング・セレクションアルバム/order the songs2  | 理世（种田梨沙） | 鏡合わせのアンビバレット | 电视动画《请问您今天要来点兔子吗？》第2期角色歌精选辑                                |
| 12月22日 | ご注文はうさぎですか？？キャラクターソング・セレクションアルバム/order the songs2  | 理世（种田梨沙） | 冷静とモフモフの国境線 | 电视动画《请问您今天要来点兔子吗？》第2期角色歌精选辑                                |
| 12月22日 | ご注文はうさぎですか？？キャラクターソング・セレクションアルバム/order the songs2  | 心爱（佐仓绫音）、智乃（水濑祈）、理世（种田梨沙）、千夜（佐藤聪美）、纱路（内田真礼）、麻耶（德井青空）、惠（村川梨衣） | 本日は誠にラリルレイン | 电视动画《请问您今天要来点兔子吗？》第2期角色歌精选辑                                |
| 2018年   |                                                                                    | | |                                                                                      |
| 4月4日   | THE IDOLM@STER MILLION LIVE! M@STER SPARKLE 08                                     | 田中琴叶（种田梨沙） | シルエット | 遊戲《偶像大师 百万人演唱会！剧场时光》系列CD                                        |
| 4月4日   | THE IDOLM@STER MILLION LIVE! M@STER SPARKLE 08                                     | 765 MILLION ALLSTARS | Brand New Theater! | 遊戲《偶像大师 百万人演唱会！剧场时光》系列CD                                        |
| 5月30日  | セカイがカフェになっちゃった！Special CD                                           | Petit Rabbit's | セカイがカフェになっちゃった！ | 剧场版《请问您今天要来点兔子吗？？ ～Dear My Sister～》Blu-ray＆DVD特典CD            |
| 5月30日  | セカイがカフェになっちゃった！Special CD                                           | 理世（种田梨沙） | セカイがカフェになっちゃった！ | 剧场版《请问您今天要来点兔子吗？？ ～Dear My Sister～》Blu-ray＆DVD特典CD            |
| 6月1日   | THE IDOLM@STER LIVE THE@TER SOLO COLLECTION 06 PRINCESS STARS                      | 田中琴叶（种田梨沙） | Understand? Understand! | 游戏《偶像大师 百万人演唱会！》5周年演唱会会场限定CD                                 |
| 6月23日  | 魔法使いと黒猫のウィズ 5th Anniversary Original Soundtrack                         | イスカ（种田梨沙） | 永久の旅路 | 游戏《问答RPG 魔法使与黑猫维兹》5周年纪念原声音乐                                    |
| 8月29日  | THE IDOLM@STER MILLION THE@TER GENERATION 11 UNION!!                               | 765 MILLION ALLSTARS | UNION!! | 游戏《偶像大师 百万人演唱会！剧场时光》系列CD                                        |
| 8月29日  | THE IDOLM@STER MILLION THE@TER GENERATION 11 UNION!!                               | 765 MILLION ALLSTARS | Welcome!! | 游戏《偶像大师 百万人演唱会！剧场时光》系列CD                                        |
| 11月21日 | ご注文はうさぎですか？？キャラクターソロシリーズ08                                 | 理世（种田梨沙） | 0時過ぎのWonder Cocktail | 电视动画《请问您今天要来点兔子吗？》第2期角色歌独唱系列CD                            |
| 11月21日 | ご注文はうさぎですか？？キャラクターソロシリーズ08                                 | 理世（种田梨沙） | 無敵のMidnight crew | 电视动画《请问您今天要来点兔子吗？》第2期角色歌独唱系列CD                            |
| 11月21日 | ご注文はうさぎですか？？キャラクターソロシリーズ08                                 | 理世（种田梨沙） | わーいわーいトライ！～リゼ Ver.～ | 电视动画《请问您今天要来点兔子吗？》第2期角色歌独唱系列CD                            |
| 11月28日 | 徒花ネクロマンシー                                                                 | フランシュシュ | 徒花ネクロマンシー | 电视动画《佐贺偶像是传奇》片头曲                                                     |
| 11月28日 | 徒花ネクロマンシー                                                                 | アイアンフリル | FANTASTIC LOVERS | 电视动画《佐贺偶像是传奇》第一话插曲                                                 |
| 11月28日 | 光へ                                                                               | フランシュシュ | 光へ | 电视动画《佐贺偶像是传奇》片尾曲                                                     |
| 11月28日 | THE IDOLM@STER THE@TER BOOST 03                                                    | 田中琴叶（种田梨沙）、周防桃子（渡部惠子）、马场木实（高桥未奈美）、真壁瑞希（阿部里果）、白石䌷（南早纪） | ラスト・アクトレス | 游戏《偶像大师 百万人演唱会！剧场时光》系列CD                                        |
| 11月28日 | THE IDOLM@STER THE@TER BOOST 03                                                    | 田中琴叶（种田梨沙）、周防桃子（渡部惠子）、马场木实（高桥未奈美）、真壁瑞希（阿部里果）、白石䌷（南早纪） | DIAMOND DAYS | 游戏《偶像大师 百万人演唱会！剧场时光》系列CD                                        |
| 12月19日 | LOVE STOIC                                                                         | 姬柊雪菜（种田梨沙） | LOVE STOIC | OVA第3期《噬血狂袭Ⅲ》片尾曲                                                          |
| 12月21日 | ゾンビランドサガ SAGA.1 特典CD                                                     | フランシュシュ | 目覚めRETURNER | 电视动画《佐贺偶像是传奇》Blu-ray第1卷特典CD                                         |
| 12月21日 | ゾンビランドサガ SAGA.1 特典CD                                                     | フランシュシュ | アツクナレ | 电视动画《佐贺偶像是传奇》Blu-ray第1卷特典CD                                         |
| 12月21日 | ゾンビランドサガ SAGA.1 特典CD                                                     | デス娘（仮） | ようこそ佐賀へ | 电视动画《佐贺偶像是传奇》Blu-ray第1卷特典CD                                         |
| 12月21日 | ゾンビランドサガ SAGA.1 特典CD                                                     | グリーンフェイス | DEAD or RAP！！！ | 电视动画《佐贺偶像是传奇》Blu-ray第1卷特典CD                                         |
| 12月27日 | アイドルマスター ミリオンライブ！Blooming Clover 4 限定版特典CD                    | 田中琴叶（种田梨沙）、岛原埃琳娜（角元明日香）、所惠美（藤井幸代） | チェリー | 漫画《偶像大师 百万人演唱会！Blooming Clover》第4卷限定版特典CD                      |
| 2019年   |                                                                                    | | |                                                                                      |
| 2月14日  | ご注文はうさぎですか？？バースデイソングシリーズ01                                 | 理世（种田梨沙） | ハピハピ♪バースデイソング～リゼ Ver.～ | 电视动画《请问您今天要来点兔子吗？》第2期角色歌Birthday Song系列                     |
| 2月14日  | ご注文はうさぎですか？？バースデイソングシリーズ01                                 | 理世（种田梨沙） | チョコレート・アスレチック | 电视动画《请问您今天要来点兔子吗？》第2期角色歌Birthday Song系列                     |
| 2月14日  | ご注文はうさぎですか？？バースデイソングシリーズ01                                 | 理世（种田梨沙） | ドキドキのはじまり | 电视动画《请问您今天要来点兔子吗？》第2期角色歌Birthday Song系列                     |
| 2月22日  | ゾンビランドサガ SAGA.2 特典CD                                                     | フランシュシュ | ドライブイン鳥（フランシュシュver.） | 电视动画《佐贺偶像是传奇》Blu-ray第2卷特典CD                                         |
| 2月22日  | ゾンビランドサガ SAGA.2 特典CD                                                     | フランシュシュ | To my Dearest | 电视动画《佐贺偶像是传奇》Blu-ray第2卷特典CD                                         |
| 2月22日  | ゾンビランドサガ SAGA.2 特典CD                                                     | フランシュシュ | 特攻DANCE ~DAWN OF THE BAD~ | 电视动画《佐贺偶像是传奇》Blu-ray第2卷特典CD                                         |
| 3月13日  | Starry Melody (Brand New Ver.)                                                     | Starlight Melody | Starry Melody (Brand New Ver.) | 游戏《偶像大师 百万人演唱会！剧场时光》角色歌                                        |
| 4月26日  | ゾンビランドサガ SAGA.3 特典CD                                                     | フランシュシュ | ヨミガエレ | 电视动画《佐贺偶像是传奇》Blu-ray第3卷特典CD                                         |
| 4月26日  | ゾンビランドサガ SAGA.3 特典CD                                                     | フランシュシュ | FLAGをはためかせろ！ | 电视动画《佐贺偶像是传奇》Blu-ray第3卷特典CD                                         |
| 4月26日  | ゾンビランドサガ SAGA.3 特典CD                                                     | フランシュシュ | 目覚めRETURNER（Electric Returner） | 电视动画《佐贺偶像是传奇》Blu-ray第3卷特典CD                                         |
| 4月27日  | THE IDOLM@STER LIVE THE@TER SOLO COLLECTION 07 PRINCESS STARS                      | 田中琴叶（种田梨沙） | ラスト・アクトレス | 游戏《偶像大师 百万人演唱会！》6周年演唱会会场限定CD                                 |
| 5月29日  | THE IDOLM@STER MILLION THE@TER GENERATION 17 STAR ELEMENTS                         | STAR ELEMENTS | Episode. Tiara | 游戏《偶像大师 百万人演唱会！剧场时光》系列CD                                        |
| 5月29日  | THE IDOLM@STER MILLION THE@TER GENERATION 17 STAR ELEMENTS                         | STAR ELEMENTS | ギブミーメタファー | 游戏《偶像大师 百万人演唱会！剧场时光》系列CD                                        |
| 7月24日  | THE IDOLM@STER MILLION THE@TER WAVE 01 Flyers!!!                                   | 765 MILLION ALLSTARS | Flyers!!! | 游戏《偶像大师 百万人演唱会！剧场时光》系列CD                                        |
| 8月23日  | 「PHANTASY STAR ONLINE 2」キャラクターソングCD～Song Festival～Ⅴ                   | 八坂火继（种田梨沙） | scarlet resolve | 游戏《梦幻之星在线2》角色歌                                                          |
| 8月23日  | 「PHANTASY STAR ONLINE 2」キャラクターソングCD～Song Festival～Ⅴ                   | 八坂火继（种田梨沙）&鹫宫冰莉（洲崎绫） | 放課後スペシャリティメモリー | 游戏《梦幻之星在线2》角色歌                                                          |
| 9月26日  | しんがーそんぐぱやぽやメロディー                                                   | Petit Rabbit's with beans | しんがーそんぐぱやぽやメロディー | OVA《请问您今天要来点兔子吗？？ ～Sing For You～》印象曲                             |
| 9月26日  | しんがーそんぐぱやぽやメロディー                                                   | 理世（种田梨沙） | しんがーそんぐぱやぽやメロディー ～リゼVer.～ | OVA《请问您今天要来点兔子吗？？ ～Sing For You～》印象曲                             |
| 9月26日  | しんがーそんぐぱやぽやメロディー                                                   | 理世（种田梨沙）＆麻耶（德井青空）＆惠（村川梨衣） | ギミ×デミぱーりないっ♪ | OVA《请问您今天要来点兔子吗？？ ～Sing For You～》印象曲                             |
| 9月26日  | 劇中歌ハイレゾ音源収録DVD-ROM                                                      | Petit Rabbit's | しんがーそんぐぱやぽやメロディー ～Petit Rabbit's Ver.～ | OVA《请问您今天要来点兔子吗？？ ～Sing For You～》Blu-ray＆DVD 初回限定特典          |
| 10月15日 | 日清カレーメシ ゾンビランドサガ 特別BOXセット 特典CD                               | フランシュシュ | 輝いて(カレーメシver.) | 日清咖喱饭 x 《佐贺偶像是传奇》 合作歌曲                                             |
| 10月30日 | プリンセスコネクト！Re:Dive PRICONNE CHARACTER SONG 10                             | 优衣（种田梨沙）、日和莉（东山奈央）、怜（早见沙织） | TwinkleStars | 游戏《公主连结 Re:Dive》角色歌                                                       |
| 11月27日 | ゾンビランドサガ フランシュシュ The Best                                           | フランシュシュ | ようこそ佐賀へ 徒花ネクロマンシー(Album ver.) DEAD or RAP！！！ 目覚めRETURNER ドライブイン鳥(フランシュシュver.) アツクナレ 目覚めRETURNER (Electric Returner) To my Dearest 佐賀事変 特攻DANCE ～DAWN OF THE BAD～ ヨミガエレ FLAGをはためかせろ！ 輝いて 光へ | 电视动画《佐贺偶像是传奇》精选辑                                                     |
| 11月27日 | ゾンビランドサガ フランシュシュ The Best                                           | アイアンフリル | FANTASTIC LOVERS | 电视动画《佐贺偶像是传奇》精选辑                                                     |
| 2020年   |                                                                                    | | |                                                                                      |
| 1月29日  | ストライク・ザ・ブラッド スペシャルOVA 消えた聖槍篇 特典CD                         | 姬柊雪菜（种田梨沙） | Dear My Hero | OVA《噬血狂袭 消失的圣枪篇》Blu-ray＆DVD 初回限定特典CD                              |
| 2月12日  | プリンセスコネクト！ Re:Dive CHARACTER SONG ALBUM VOL.1                            | 优衣（种田梨沙）、日和莉（东山奈央）、怜（早见沙织） | つなぐもの | 游戏《公主连结 Re:Dive》角色歌                                                       |
| 3月25日  | プリンセスコネクト！Re:Dive PRICONNE CHARACTER SONG 13                             | 佩可莉姆（M·A·O）、可可萝（伊藤美来）、凯露（立花理香）、优衣（种田梨沙）、日和莉（东山奈央）、怜（早见沙织）、雪菲（近藤玲奈） | Mirage Game | 游戏《公主连结 Re:Dive》角色歌                                                       |
| 4月22日  | ご注文はうさぎですか？？Selection of April Fools' Day                              | Mistral | ショコらびゅサバイバル♪ | 电视动画《请问您今天要来点兔子吗？？》愚人节企划角色歌                               |
| 4月22日  | ご注文はうさぎですか？？Selection of April Fools' Day                              | CLOCKWORK RABBITS | ピポパポPeople! | 电视动画《请问您今天要来点兔子吗？？》愚人节企划角色歌                               |
| 8月26日  | THE IDOLM@STER MILLION THE@TER WAVE 10 Glow Map                                    | 765 MILLION ALLSTARS | Glow Map | 游戏《偶像大师 百万人演唱会！剧场时光》系列CD                                        |
| 9月3日   | ゾンビランドサガぴあ 特典CD                                                        | でんぱ組.inc VS フランシュシュ | ゾンビランドDEMPA!! | 《佐贺偶像是传奇》 x 电波组.inc 合作歌曲                                             |
| 9月19日  | Blend of Letters                                                                   | 理世（种田梨沙） | 頼れる私でいられるように | 电视动画《请问您今天要来点兔子吗？》叙事曲专辑                                       |
| 9月23日  | THE IDOLM@STER MILLION THE@TER WAVE 11 オペラセリア・煌輝座                        | オペラセリア・煌輝座 | Parade d'amour | 游戏《偶像大师 百万人演唱会！剧场时光》系列CD                                        |
| 9月23日  | THE IDOLM@STER MILLION THE@TER WAVE 11 オペラセリア・煌輝座                        | オペラセリア・煌輝座 | 星宙のVoyage | 游戏《偶像大师 百万人演唱会！剧场时光》系列CD                                        |
| 10月28日 | 天空カフェテリア                                                                   | Petit Rabbit's | 天空カフェテリア | 电视动画《请问您今天要来点兔子吗？》第3期片头曲                                      |
| 10月28日 | 天空カフェテリア                                                                   | Petit Rabbit's | ユメ＜ウツツ→ハッピータイム | 电视动画《请问您今天要来点兔子吗？》第3期片头曲                                      |
| 10月28日 | 天空カフェテリア                                                                   | 理世（种田梨沙） | 天空カフェテリア ～リゼVer.～ | 电视动画《请问您今天要来点兔子吗？》第3期片头曲                                      |
| 11月11日 | ご注文はうさぎですか？ リアレンジ&カバーアルバム                                   | Petit Rabbit's | 宝箱のジェットコースター（重编版） | 电视动画《请问您今天要来点兔子吗？》重编＆翻唱专辑                                   |
| 11月11日 | ご注文はうさぎですか？ リアレンジ&カバーアルバム                                   | Petit Rabbit's | にっこりカフェの魔法使い（重编版） | 电视动画《请问您今天要来点兔子吗？》重编＆翻唱专辑                                   |
| 11月11日 | ご注文はうさぎですか？ リアレンジ&カバーアルバム                                   | Petit Rabbit's | 一匙のお姫様物語（重编版） | 电视动画《请问您今天要来点兔子吗？》重编＆翻唱专辑                                   |
| 11月11日 | ご注文はうさぎですか？ リアレンジ&カバーアルバム                                   | Petit Rabbit's | なんとなくミライ（重编版） | 电视动画《请问您今天要来点兔子吗？》重编＆翻唱专辑                                   |
| 11月11日 | ご注文はうさぎですか？ リアレンジ&カバーアルバム                                   | 心爱（佐仓绫音）、智乃（水濑祈）、理世（种田梨沙）、千夜（佐藤聪美）、纱路（内田真礼）、麻耶（德井青空）、惠（村川梨衣） | 本日は誠にラリルレイン（重编版） | 电视动画《请问您今天要来点兔子吗？》重编＆翻唱专辑                                   |
| 11月11日 | ご注文はうさぎですか？ リアレンジ&カバーアルバム                                   | 智乃（水濑祈）、理世（种田梨沙）、纱路（内田真礼） | VSマイペース？（重编版） | 电视动画《请问您今天要来点兔子吗？》重编＆翻唱专辑                                   |
| 11月11日 | ご注文はうさぎですか？ リアレンジ&カバーアルバム                                   | 振り回され隊 | ハートぷるぷる事件です（重编版） | 电视动画《请问您今天要来点兔子吗？》重编＆翻唱专辑                                   |
| 11月11日 | ご注文はうさぎですか？ リアレンジ&カバーアルバム                                   | 心爱（佐仓绫音）＆理世（种田梨沙）＆纱路（内田真礼） | CANDY COLOR DAYS | 电视动画《请问您今天要来点兔子吗？》重编＆翻唱专辑                                   |
| 11月11日 | ご注文はうさぎですか？ リアレンジ&カバーアルバム                                   | 理世（种田梨沙）＆萌香（茅野爱衣） ＆青山（早见沙织） | ときめきLOOPにのって | 电视动画《请问您今天要来点兔子吗？》重编＆翻唱专辑                                   |
| 12月16日 | 夢                                                                                 | THE ROLLING GIRLS | 夢 | 电视动画《旋转少女》5周年纪念Blu-ray BOX特典CD                                       |
| 12月16日 | 夢                                                                                 | 响逢衣（种田梨沙） | 夢 | 电视动画《旋转少女》5周年纪念Blu-ray BOX特典CD                                       |
| 12月16日 | 夢                                                                                 | 响逢衣（种田梨沙） | 月の爆撃機 | 电视动画《旋转少女》5周年纪念Blu-ray BOX特典CD                                       |
| 2021年   |                                                                                    | | |                                                                                      |
| 2月17日  | PRINCESS CONNECT! Re:Dive CHARACTER SONG ALBUM VOL.2                               | 优衣（种田梨沙）、日和莉（东山奈央）、怜（早见沙织） | TwinkleStars | 游戏《公主链接 Re:Dive》角色歌                                                       |
| 2月17日  | PRINCESS CONNECT! Re:Dive CHARACTER SONG ALBUM VOL.2                               | 佩可莉姆（M·A·O）、可可萝（伊藤美来）、凯露（立花理香）、优衣（种田梨沙）、日和莉（东山奈央）、怜（早见沙织）、雪菲（近藤玲奈） | Mirage Game | 游戏《公主链接 Re:Dive》角色歌                                                       |
| 4月28日  | ご注文はうさぎですか？ BLOOM 第5巻 特典CD                                          | 萝丝（种田梨沙） | | 电视动画《请问您今天要来点兔子吗？》第3期角色歌                                      |
| 5月14日  | 予感のぴんぽん聞こえたら                                                           | Petit Rabbit's | 予感のぴんぽん聞こえたら | 电视动画《请问您今天要来点兔子吗？》第3期角色歌（仅向符合条件的AT-X会员发售）        |
| 5月19日  | 大河よ共に泣いてくれ/Nope!!!!!                                                     | フランシュシュ | 大河よ共に泣いてくれ | 电视动画《佐贺偶像是传奇 卷土重来》片头曲                                            |
| 5月19日  | 夢を手に、戻れる場所もない日々を/風の強い日は嫌いか？                              | フランシュシュ | 夢を手に、戻れる場所もない日々を | 电视动画《佐贺偶像是传奇 卷土重来》片尾曲                                            |
| 5月22日  | THE IDOLM@STER LIVE THE@TER SOLO COLLECTION 08 PRINCESS STARS                      | 田中琴叶（种田梨沙） | Episode. Tiara | 游戏《偶像大师 百万人演唱会！》7周年演唱会会场限定CD                                 |
| 6月10日  | リフレインキス (Brand New Ver.)                                                    | スコーピオ | リフレインキス (Brand New Ver.) | 游戏《偶像大师 百万人演唱会！剧场时光》角色歌                                        |
| 6月25日  | ゾンビランドサガ リベンジ SAGA.1                                                   | 小島食品工場スタッフ | イカの魂無駄にはしない～小島食品工場株式会社社歌～ | 电视动画《佐贺偶像是传奇 卷土重来》第一话插曲                                        |
| 6月25日  | ゾンビランドサガ リベンジ SAGA.1                                                   | フランシュシュ | REVENGE | 电视动画《佐贺偶像是传奇 卷土重来》第一话插曲                                        |
| 6月25日  | ゾンビランドサガ リベンジ SAGA.1                                                   | フランシュシュ | 風の強い日は嫌いか？ FranChouChou cover | 电视动画《佐贺偶像是传奇 卷土重来》第二话插曲                                        |
| 6月25日  | ゾンビランドサガ リベンジ SAGA.1                                                   | フランシュシュ | 目覚めRETURNER (Electric Returner Type "R") | 电视动画《佐贺偶像是传奇 卷土重来》第四话插曲                                        |
| 6月25日  | ゾンビランドサガ リベンジ SAGA.1                                                   | フランシュシュ3号 | 目覚めRETURNER（3号ソロver.） | 电视动画《佐贺偶像是传奇 卷土重来》第三话插曲                                        |
| 7月28日  | THE IDOLM@STER MILLION THE@TER SEASON Harmony 4 You                                | 765 MILLION ALLSTARS | Harmony 4 You | 游戏《偶像大师 百万人演唱会！剧场时光》系列CD                                        |
| 7月28日  | THE IDOLM@STER MILLION THE@TER SEASON Harmony 4 You                                | プリンセススターズ | EVERYDAY STARS!! (プリンセススターズ ver.) | 游戏《偶像大师 百万人演唱会！剧场时光》系列CD                                        |
| 7月30日  | ゾンビランドサガ リベンジ SAGA.2                                                   | フランシュシュ | ぶっちゃけてフォーユー | 电视动画《佐贺偶像是传奇 卷土重来》第七话插曲                                        |
| 7月30日  | ゾンビランドサガ リベンジ SAGA.2                                                   | フランシュシュ | 光へ(with7号ver.) | 电视动画《佐贺偶像是传奇 卷土重来》第七话插曲                                        |
| 8月27日  | ゾンビランドサガ リベンジ SAGA.3                                                   | フランシュシュ | 輝いて(TV size） | 电视动画《佐贺偶像是传奇 卷土重来》第十二话插曲                                      |
| 8月27日  | ゾンビランドサガ リベンジ SAGA.3                                                   | フランシュシュ | 追い風トラベラーズ | 电视动画《佐贺偶像是传奇 卷土重来》第十二话插曲                                      |
| 8月27日  | ゾンビランドサガ リベンジ SAGA.3                                                   | フランシュシュ | 激昂サバイブ（Complete Edition） | 电视动画《佐贺偶像是传奇 卷土重来》第四话插曲《激昂サバイブ》完整版                  |
| 8月28日  | 真夏のダイヤ☆                                                                      | 百濑莉绪（山口立花子）、萩原雪步（浅仓杏美）、田中琴叶（种田梨沙）、双海真美（下田麻美） | 真夏のダイヤ☆ | 游戏《偶像大师 百万人演唱会！剧场时光》角色歌                                        |
| 10月27日 | THE IDOLM@STER MILLION THE@TER SEASON BRIGHT DIAMOND                               | 百濑莉绪（山口立花子）、萩原雪步（浅仓杏美）、田中琴叶（种田梨沙）、双海真美（下田麻美） | 真夏のダイヤ☆ | 游戏《偶像大师 百万人演唱会！剧场时光》系列CD                                        |
| 10月27日 | THE IDOLM@STER MILLION THE@TER SEASON BRIGHT DIAMOND                               | BRIGHT DIAMOND | ダイヤモンド・クラリティ | 游戏《偶像大师 百万人演唱会！剧场时光》系列CD                                        |
| 10月27日 | THE IDOLM@STER MILLION THE@TER SEASON BRIGHT DIAMOND                               | BRIGHT DIAMOND | Harmony 4 You | 游戏《偶像大师 百万人演唱会！剧场时光》系列CD                                        |
| 11月11日 | ご注文はうさぎですか？10thAnniversary主題歌リアレンジ&ハイレゾベスト               | Petit Rabbit's | Daydream café～Re arranged～ | 动画《请问您今天要来点兔子吗？》原作漫画10周年纪念专辑                               |
| 11月11日 | ご注文はうさぎですか？10thAnniversary主題歌リアレンジ&ハイレゾベスト               | Petit Rabbit's | ノーポイッ！～Re arranged～ | 动画《请问您今天要来点兔子吗？》原作漫画10周年纪念专辑                               |
| 11月11日 | ご注文はうさぎですか？10thAnniversary主題歌リアレンジ&ハイレゾベスト               | Petit Rabbit's | 天空カフェテリア～Re arranged～ | 动画《请问您今天要来点兔子吗？》原作漫画10周年纪念专辑                               |
| 12月1日  | THE IDOLM@STER STARLIT SEASON 01                                                   | 765PRO ALLSTARS、MILLIONSTARS | Thank You! | 游戏《偶像大师 星耀季节》系列CD                                                      |
| 2022年   |                                                                                    | | |                                                                                      |
| 1月19日  | THE IDOLM@STER STARLIT SEASON 02                                                   | 765PRO ALLSTARS、CINDERELLA GIRLS、MILLIONSTARS | Brand New Theater! | 游戏《偶像大师 星耀季节》系列CD                                                      |
| 2月12日  | THE IDOLM@STER LIVE THE@TER SOLO COLLECTION 09 Princess Stars                      | 田中琴叶（种田梨沙） | ギブミーメタファー | 游戏《偶像大师 百万人演唱会！》8周年演唱会会场限定CD                                 |
| 3月2日   | THE IDOLM@STER STARLIT SEASON 03                                                   | 765PRO ALLSTARS、MILLIONSTARS | UNION!! | 游戏《偶像大师 星耀季节》系列CD                                                      |
| 4月13日  | THE IDOLM@STER STARLIT SEASON 04                                                   | 天海春香（中村绘里子）、水濑伊织（钉宫理惠）、菊地真（平田宏美）、我那霸响（沼仓爱美）、 安部菜菜（三宅麻理惠）、双叶杏（五十岚裕美）、春日未来（山崎遥）、田中琴叶（种田梨沙）、大崎甘奈（黑木穗乃香）、大崎甜花（前川凉子）、奥空心白（田中爱美）、诗花（高桥李依） | KAWAII ウォーズ | 游戏《偶像大师 星耀季节》系列CD                                                      |
| 7月27日  | THE IDOLM@STER MILLION THE@TER SEASON 夢にかけるRainbow                            | 765 MILLION ALLSTARS | 夢にかけるRainbow | 游戏《偶像大师 百万人演唱会！剧场时光》系列CD                                        |
| 7月27日  | THE IDOLM@STER MILLION THE@TER SEASON 夢にかけるRainbow                            | プリンセススターズ | 夢にかけるRainbow | 游戏《偶像大师 百万人演唱会！剧场时光》系列CD                                        |
| 8月26日  | 夢にかけるRainbow (Brand New Ver.)                                                 | 765 MILLION ALLSTARS | 夢にかけるRainbow (Brand New Ver.) | 游戏《偶像大师 百万人演唱会！剧场时光》系列CD                                        |
| 9月28日  | プリンセスコネクト！Re:Dive PRICONNE CHARACTER SONG 29                             | 优衣（种田梨沙）、日和莉（东山奈央）、怜（早见沙织） | Secret Star | 游戏《公主链接 Re:Dive》角色歌                                                       |
| 9月28日  | プリンセスコネクト！Re:Dive PRICONNE CHARACTER SONG 29                             | 优衣（种田梨沙） | Secret Star ユイ ソロ・リミックス | 游戏《公主链接 Re:Dive》角色歌                                                       |
| 9月28日  | ゾンビランドサガ リベンジ フランシュシュ The Best Revenge                          | フランシュシュ | REVENGE We are Fran Chou Chou! 大河よ共に泣いてくれ 風の強い日は嫌いか？ FranChouChou cover 目覚めRETURNER (Electric Returner Type "R") Beginning ぶっちゃけてフォーユー 冒険ズンドコドン! 追い風トラベラーズ 夢を手に、戻れる場所もない日々を 激昂サバイブ（Complete Edition） | 电视动画《佐贺偶像是传奇 卷土重来》精选辑                                            |
| 9月28日  | ゾンビランドサガ リベンジ フランシュシュ The Best Revenge                          | フランシュシュ | 光へ (with7号ver.) | 电视动画《佐贺偶像是传奇 卷土重来》精选辑                                            |
| 9月28日  | ゾンビランドサガ リベンジ フランシュシュ The Best Revenge                          | フランシュシュ3号 | 目覚めRETURNER (3号ソロver.) | 电视动画《佐贺偶像是传奇 卷土重来》精选辑                                            |
| 9月28日  | ゾンビランドサガ リベンジ フランシュシュ The Best Revenge                          | 小島食品工場スタッフ | イカの魂無駄にはしない～小島食品工場株式会社社歌～ | 电视动画《佐贺偶像是传奇 卷土重来》精选辑                                            |
| 10月26日 | 「PHANTASY STAR ONLINE 2」キャラクターソングCD～Song Festival～BEST Vol.2          | 八坂火继（种田梨沙） | scarlet resolve | 游戏《梦幻之星在线2》角色歌CD精选第2弹                                               |
| 10月26日 | 「PHANTASY STAR ONLINE 2」キャラクターソングCD～Song Festival～BEST Vol.2          | 八坂火继（种田梨沙）&鹫宫冰莉（洲崎绫） | 放課後スペシャリティメモリー | 游戏《梦幻之星在线2》角色歌CD精选第2弹                                               |
| 10月26日 | 「PHANTASY STAR ONLINE 2」キャラクターソングCD～Song Festival～BEST Vol.2          | 玛特伊（佐藤聰美）、八坂火继（种田梨沙）、哈莉特（潘惠美）、库娜（喜多村英梨） | Zero-G（Memorial ver.） | 游戏《梦幻之星在线2》角色歌CD精选第2弹                                               |
| 10月26日 | 「PHANTASY STAR ONLINE 2」キャラクターソングCD～Song Festival～BEST Vol.2          | 玛特伊（佐藤聰美）、八坂火继（种田梨沙）、哈莉特（潘惠美）、库娜（喜多村英梨） | Thank you（Memorial ver.） | 游戏《梦幻之星在线2》角色歌CD精选第2弹                                               |
| 11月30日 | THE IDOLM@STER MILLION LIVE! M@STER SPARKLE2 10                                    | 田中琴叶（种田梨沙） | Sing a Wing Song | 游戏《偶像大师 百万人演唱会！剧场时光》系列CD                                        |
| 12月14日 | THE IDOLM@STER MILLION THE@TER VARIETY 02                                          | 765 MILLION ALLSTARS | Brand New Theater! 〜Brand New Year Ver.〜 | 游戏《偶像大师 百万人演唱会！剧场时光》系列CD                                        |
| 2023年   |                                                                                    | | |                                                                                      |
| 1月14日  | THE IDOLM@STER LIVE THE@TER SOLO COLLECTION 11 Princess Stars                      | 田中琴叶（种田梨沙） | 真夏のダイヤ☆ | 游戏《偶像大师 百万人演唱会！》9周年演唱会会场限定CD                                 |
| 2月22日  | THE IDOLM@STER MILLION THE@TER SEASON FINAL                                        | 田中琴叶（种田梨沙）、ROCO（中村温姬）、周防桃子（渡部惠子）、二阶堂千鹤（野村香菜子）、宫尾美也（桐谷蝶蝶） | サウンド・オブ・ビギニング | 游戏《偶像大师 百万人演唱会！剧场时光》系列CD                                        |
| 3月22日  | THE IDOLM@STER 765 MILLION ALLSTARS BEST                                           | 765 MILLION ALLSTARS | Thank you! (765 MILLION ALLSTARS ver.) Welcome!! (765 MILLION ALLSTARS ver.) Dreaming! (765 MILLION ALLSTARS ver.) Brand New Theater! UNION!! Flyers!!! Glow map Harmony 4 you 夢にかけるRainbow (Brand New Ver.) Crossing! | 游戏《偶像大师 百万人演唱会！》10周年纪念CD（精选辑）                                |
| 3月22日  | THE IDOLM@STER LIVE THE@TER BEST                                                   | 如月千早（今井麻美）、北泽志保（雨宫天）、田中琴叶（种田梨沙）、所惠美（藤井幸代） | Blue Symphony | 游戏《偶像大师 百万人演唱会！》10周年纪念CD（精选辑）                                |
| 3月22日  | THE IDOLM@STER LIVE THE@TER BEST                                                   | 灼熱少女 | ジレるハートに火をつけて | 游戏《偶像大师 百万人演唱会！》10周年纪念CD（精选辑）                                |
| 3月22日  | THE IDOLM@STER LIVE THE@TER BEST                                                   | 高坂海美（上田丽奈）、田中琴叶（种田梨沙） | Understand? Understand! | 游戏《偶像大师 百万人演唱会！》10周年纪念CD（精选辑）                                |
| 3月22日  | THE IDOLM@STER LIVE THE@TER BEST                                                   | スコーピオ | リフレインキス（Brand new Ver.） | 游戏《偶像大师 百万人演唱会！》10周年纪念CD（精选辑）                                |
| 3月22日  | THE IDOLM@STER LIVE THE@TER BEST                                                   | Starlight Melody | Starry Melody（Brand new Ver.） | 游戏《偶像大师 百万人演唱会！》10周年纪念CD（精选辑）                                |
| 3月22日  | THE IDOLM@STER MILLION THE@TER BEST                                                | STAR ELEMENTS | Episode. Tiara | 游戏《偶像大师 百万人演唱会！》10周年纪念CD（精选辑）                                |
| 3月22日  | THE IDOLM@STER MILLION THE@TER BEST                                                | オペラセリア・煌輝座 | Parade d'amour | 游戏《偶像大师 百万人演唱会！》10周年纪念CD（精选辑）                                |
| 3月22日  | THE IDOLM@STER MILLION THE@TER BEST                                                | 田中琴叶（种田梨沙）、周防桃子（渡部惠子）、马场木实（高桥未奈美）、真壁瑞希（阿部里果）、白石䌷（南早纪） | ラスト・アクトレス | 游戏《偶像大师 百万人演唱会！》10周年纪念CD（精选辑）                                |
| 4月22日  | THE IDOLM@STER LIVE THE@TER SOLO COLLECTION 12 Princess Stars                      | 田中琴叶（种田梨沙） | ダイヤモンド・クラリティ | 游戏《偶像大师 百万人演唱会！》10周年演唱会第一幕会场限定CD                          |
| 7月24日  | ワンダー・ファニー・ハーモニー                                                     | 樱子（加隈亚衣）、日向（日高里菜）、玛丽（小泽亚李）、羽衣（后藤沙绪里）、志美子（富田美忧）、日富美（本渡枫）、梓（种田梨沙）、花子（丰田萌绘）、小春（赤尾光）、未花（东山奈央）、鹤城（小林优）、一花（鹫见友美洁娜）                                              | ワンダー・ファニー・ハーモニー | 游戏《蔚蓝档案》2.5周年纪念短篇动画主题歌                                            |
| 7月26日  | THE IDOLM@STER MILLION LIVE! グッドサイン                                          | 765 MILLION ALLSTARS | グッドサイン | 游戏《偶像大师 百万人演唱会！剧场时光》系列CD                                        |
| 7月26日  | THE IDOLM@STER MILLION LIVE! グッドサイン                                          | プリンセススターズ | グッドサイン | 游戏《偶像大师 百万人演唱会！剧场时光》系列CD                                        |
| 8月23日  | THE IDOLM@STER MILLION ANIMATION THE@TER 『Rat A Tat!!!』                          | MILLIONSTARS | Rat A Tat!!! | 电视动画《偶像大师 百万人演唱会！》片头曲                                            |
| 8月23日  | THE IDOLM@STER MILLION ANIMATION THE@TER 『Rat A Tat!!!』                          | MILLIONSTARS | セブンカウント | 电视动画《偶像大师 百万人演唱会！》印象曲                                            |
| 10月25日 | THE IDOLM@STER MILLION ANIMATION THE@TER MILLIONSTARS Team3rd 『オレンジノキオク』 | MILLIONSTARS Team3rd | オレンジノキオク | 电视动画《偶像大师 百万人演唱会！》插曲                                              |
| 2024年   |                                                                                    | | |                                                                                      |
| 2月14日  | PRINCESS CONNECT！Re:Dive CHARACTER SONG ALBUM VOL.5                               | 优衣（种田梨沙）、日和莉（东山奈央）、怜（早见沙织） | Secret Star | 游戏《公主链接 Re:Dive》角色歌                                                       |
| 2月14日  | PRINCESS CONNECT！Re:Dive CHARACTER SONG ALBUM VOL.5                               | 佩可莉姆（M·A·O）、可可萝（伊藤美来）、凯露（立花理香）、优衣（种田梨沙）、日和莉（东山奈央）、怜（早见沙织） | Grand Departure！(プリグラOP short ver.) | 游戏《公主链接 Re:Dive》角色歌                                                       |
| 2月14日  | PRINCESS CONNECT！Re:Dive CHARACTER SONG ALBUM VOL.5                               | 佩可莉姆（M·A·O）、可可萝（伊藤美来）、凯露（立花理香）、优衣（种田梨沙）、日和莉（东山奈央）、怜（早见沙织） | New Phase(プリグラED short ver.) | 游戏《公主链接 Re:Dive》角色歌                                                       |
| 2月21日  | THE IDOLM@STER MILLION ANIMATION THE@TER START THE DREAM                           | MILLIONSTARS Team3rd | オレンジノキオク | 电视动画《偶像大师 百万人演唱会！》插曲                                              |
| 2月21日  | THE IDOLM@STER MILLION ANIMATION THE@TER START THE DREAM                           | MILLIONSTARS | REFRAIN REL@TION | 电视动画《偶像大师 百万人演唱会！》插曲                                              |
| 2月21日  | THE IDOLM@STER MILLION ANIMATION THE@TER START THE DREAM                           | MILLIONSTARS | Brand New Theater! | 电视动画《偶像大师 百万人演唱会！》插曲                                              |
| 2月21日  | THE IDOLM@STER MILLION ANIMATION THE@TER START THE DREAM                           | MILLIONSTARS | Thank You! (Acoustic ver.) | 电视动画《偶像大师 百万人演唱会！》插曲                                              |
| 2月23日  | アイドルマスター ミリオンライブ！ BD 特装版第2巻 特典CD                            | MILLIONSTARS Team3rd | Rat A Tat!!! | 电视动画《偶像大师 百万人演唱会！》Blu-ray第2卷特典CD                                |
| 2月24日  | THE IDOLM@STER LIVE THE@TER SOLO COLLECTION 「REFRAIN REL＠TION」 Princess Stars   | 田中琴叶（种田梨沙） | REFRAIN REL@TION | 游戏《偶像大师 百万人演唱会！》10周年演唱会第四幕会场限定CD                          |
| 3月27日  | THE IDOLM@STER MILLION C@STING 03 ミステイク・マーダー！                           | 田中琴叶（种田梨沙）、丰川风花（末柄里惠）、春日未来（山崎遥）、北泽志保（雨宫天）、七尾百合子（伊藤美来） | ミステイク・マーダー！ | 游戏《偶像大师 百万人演唱会！剧场时光》系列CD                                        |
| 4月21日  | ブルーアーカイブ 青春あんさんぶる Vol.5 「補習授業部」                             | 補習授業部 | 手つなぎハッピーエンド | 游戏《蔚蓝档案》角色歌                                                               |
| 5月29日  | プリンセスコネクト！Re:Dive PRICONNE CHARACTER SONG 39                             | 厄莉丝(桑岛法子)、优衣（种田梨沙） | Prayer | 游戏《公主链接 Re:Dive》角色歌                                                       |
| 5月29日  | プリンセスコネクト！Re:Dive PRICONNE CHARACTER SONG 39                             | 优衣（种田梨沙） | Prayer ユイ ソロ・リミックス | 游戏《公主链接 Re:Dive》角色歌                                                       |
| 7月31日  | THE IDOLM@STER MILLION LIVE! 7Days A Week!!                                        | 765 MILLION ALLSTARS | 7Days A Week!! | 游戏《偶像大师 百万人演唱会！剧场时光》系列CD                                        |
| 7月31日  | THE IDOLM@STER MILLION LIVE! 7Days A Week!!                                        | 765 MILLION ALLSTARS | DIAMOND DAYS (765 MILLION ALLSTARS ver.) | 游戏《偶像大师 百万人演唱会！剧场时光》系列CD                                        |
| 7月31日  | THE IDOLM@STER MILLION LIVE! 7Days A Week!!                                        | 田中琴叶（种田梨沙）、丰川风花（末柄里惠）、春日未来（山崎遥）、北泽志保（雨宫天）、七尾百合子（伊藤美来） | DIAMOND DAYS (MILLION C@STING 03 ver.) | 游戏《偶像大师 百万人演唱会！剧场时光》系列CD                                        |
| 7月31日  | THE IDOLM@STER LIVE THE@TER SOLO COLLECTION 「DIAMOND DAYS」 PRINCESS STARS        | 田中琴叶（种田梨沙） | DIAMOND DAYS | 游戏《偶像大师 百万人演唱会！剧场时光》系列CD                                        |
| 10月30日 | THE IDOLM@STER MILLION MOVEMENT OF STARDOM ROAD 04 推しってほんと                  | 所惠美（藤井幸代）、岛原艾琳娜（角元明日香）、佐竹美奈子（大关英里）、田中琴叶（种田梨沙）、矢吹可奈（木户衣吹） | 推しってほんと | 游戏《偶像大师 百万人演唱会！剧场时光》系列CD                                        |
| 11月9日  | THE IDOLM@STER LIVE THE@TER SOLO COLLECTION 13 PRINCESS STARS                      | 田中琴叶（种田梨沙） | サウンド・オブ・ビギニング | 游戏《偶像大师 百万人演唱会！》11周年演唱会会场限定CD                                |
| 12月3日  | すきっちゃん！からチュッ                                                           | フランシュシュ | すきっちゃん！からチュッ | 电视动画《佐贺偶像是传奇》新曲                                                       |
| 2025年   |                                                                                    | | |                                                                                      |
| 1月13日  | アークナイツ 5周年記念楽曲集                                                       | 艾雅法拉（种田梨沙） | 焦がれるひととき | 游戏《明日方舟》5周年纪念乐曲集                                                      |
| 1月13日  | アークナイツ 5周年記念楽曲集                                                       | 龙舌兰（岛崎信长）、艾雅法拉（种田梨沙）、鸿雪（安济知佳）、W（竹达彩奈） | Faraway Holiday | 游戏《明日方舟》5周年纪念乐曲集                                                      |
| 3月29日  | THE IDOLM@STER LIVE THE@TER SOLO COLLECTION 14 PRINCESS STARS                      | 田中琴叶（种田梨沙） | 推しってほんと | 765PRO ALLSTARS与MILLIONSTARS的第二次联合演唱会会场限定CD                            |
| 5月28日  | THE IDOLM@STER MILLION MOVEMENT OF “STARS” Bestest!!                               | 马场木实（高桥未奈美）、天海春香（中村绘里子）、田中琴叶（种田梨沙）、中谷育（原嶋灯）、松田亚利沙（村川梨衣） | Bestest!! | 游戏《偶像大师 百万人演唱会！剧场时光》系列CD                                        |
| 7月30日  | THE IDOLM@STER MILLION LIVE! 蝶々むすび                                            | 箱崎星梨花（麻仓桃）、田中琴叶（种田梨沙） | スペードのQ (ぴえぴえ ver.) | 游戏《偶像大师 百万人演唱会！剧场时光》系列CD                                        |
| 10月29日 | ゾンビランドサガ ゆめぎんがパラダイス フランシュシュ The Best Paradise             | フランシュシュ | ChouChouture：SE 悠久ネバーダイ 今日が歴史に残るなら REVENGE 七福大祭典 冒険ズンドコドン すきっちゃん！からチュッ 徒花ネクロマンシー またたく宇宙（ソラ）に憧れて 今を未来をありがとう 悠久ネバーダイ（Instrumental） 今日が歴史に残るなら（Instrumental） REVENGE（Instrumental） 七福大祭典（Instrumental） 冒険ズンドコドン（Instrumental） すきっちゃん！からチュッ（Instrumental） 徒花ネクロマンシー（Instrumental） またたく宇宙に憧れて（Instrumental） 今を未来をありがとう（Instrumental） | 剧场版《佐贺偶像是传奇 梦幻银河乐园》精选辑                                          |

### 声优组合

#### Rhodanthe*[成员 37]

##### 单曲
| CD   | CD                         |
| 曲序 | 曲目                       |
| ---- | -------------------------- |
| 1.   | Jumping!!                  |
| 2.   | Your Voice                 |
| 3.   | Jumping!!（Instrumental）  |
| 4.   | Your Voice（Instrumental） |

| DVD（仅限初回限定盘） | DVD（仅限初回限定盘）     |
| 曲序                  | 曲目                      |
| --------------------- | ------------------------- |
| 1.                    | Jumping!!（Music Video）  |
| 2.                    | Your Voice（Music Video） |

| CD   | CD                              |
| 曲序 | 曲目                            |
| ---- | ------------------------------- |
| 1.   | 夢色パレード                    |
| 2.   | My Best Friends                 |
| 3.   | 夢色パレード（Instrumental）    |
| 4.   | My Best Friends（Instrumental） |

| DVD（仅限初回限定盘） | DVD（仅限初回限定盘）              |
| 曲序                  | 曲目                               |
| --------------------- | ---------------------------------- |
| 1.                    | 夢色パレード（MUSIC VIDEO）        |
| 2.                    | 夢色パレード（MUSIC VIDEO MAKING） |

| CD   | CD                                  |
| 曲序 | 曲目                                |
| ---- | ----------------------------------- |
| 1.   | Happy★Pretty★Clover                 |
| 2.   | Shining Star                        |
| 3.   | Starring!!                          |
| 4.   | Happy★Pretty★Clover（Instrumental） |
| 5.   | Shining Star（Instrumental）        |
| 6.   | Starring!!（Instrumental）          |

| CD   | CD                                    |
| 曲序 | 曲目                                  |
| ---- | ------------------------------------- |
| 1.   | Harmony                               |
| 2.   | Harmony（Instrumental）               |
| 3.   | Rhodanthe*のおしゃべりモザイク 出張版 |

| CD   | CD                                               |
| 曲序 | 曲目                                             |
| ---- | ------------------------------------------------ |
| 1.   | きんいろローダンセ                               |
| 2.   | Cheers                                           |
| 3.   | Thank You for Your Smile                         |
| 4.   | きんいろローダンセ（みんなと一緒に練習用）       |
| 5.   | Cheers（みんなと一緒に練習用）                   |
| 6.   | Thank You for Your Smile（みんなと一緒に練習用） |

| CD   | CD              |
| 曲序 | 曲目            |
| ---- | --------------- |
| 1.   | Smiling Bouquet |

##### 专辑
| CD Disc1 | CD Disc1                     |
| 曲序     | 曲目                         |
| -------- | ---------------------------- |
| 1.       | Your Voice                   |
| 2.       | Jumping!!                    |
| 3.       | シロツメクサの約束           |
| 4.       | きらめきいろサマーレインボー |
| 5.       | さつきいろハルジオン         |
| 6.       | さくらいろチェリッシュ       |
| 7.       | ぎんいろスノウドロップ       |
| 8.       | My Best Friends              |
| 9.       | ほしいろサザンクロス         |
| 10.      | 夢色パレード                 |
| 11.      | にじいろアンダンテ           |

| CD Disc2 BonusDisk（仅限初回限定盘） | CD Disc2 BonusDisk（仅限初回限定盘）                     |
| 曲序                                 | 曲目                                                     |
| ------------------------------------ | -------------------------------------------------------- |
| 1.                                   | 憧れパラダイス（歌：西明日香 from Rhodanthe*）           |
| 2.                                   | 秘密のテレパシー（歌：田中真奈美 from Rhodanthe*）       |
| 3.                                   | 叶えてメリーゴーラウンド（歌：种田梨沙 from Rhodanthe*） |
| 4.                                   | 全開マジカルパワー（歌：内山夕实 from Rhodanthe*）       |
| 5.                                   | 祭りデス☆クリスマス!!（歌：东山奈央 from Rhodanthe*）    |
| 6.                                   | 夢色パレード（忍Ver.）【TVサイズ】                       |
| 7.                                   | 夢色パレード（アリスVer.）【TVサイズ】                   |
| 8.                                   | 夢色パレード（綾Ver.）【TVサイズ】                       |
| 9.                                   | 夢色パレード（陽子Ver.）【TVサイズ】                     |
| 10.                                  | 夢色パレード（カレンVer.）【TVサイズ】                   |
| 11.                                  | 夢色パレード【TVサイズ】                                 |

| CD Disc1 | CD Disc1                             |
| 曲序     | 曲目                                 |
| -------- | ------------------------------------ |
| 1.       | きんいろローダンセ                   |
| 2.       | Harmony                              |
| 3.       | シロツメクサの約束-Garland Ver.-     |
| 4.       | Happy★Pretty★Clover-Garland Ver.-    |
| 5.       | さつきいろハルジオン-Garland Ver.-   |
| 6.       | Jumping!!-Garland Ver.-              |
| 7.       | Starring!!-Garland Ver.-             |
| 8.       | にじいろアンダンテ-Garland Ver.-     |
| 9.       | Shining Star-Garland Ver.-           |
| 10.      | さくらいろチェリッシュ-Garland Ver.- |

| CD Disc2 | CD Disc2                                   |
| 曲序     | 曲目                                       |
| -------- | ------------------------------------------ |
| 1.       | Your Voice-Garland Ver.-                   |
| 2.       | 夢色パレード-Garland Ver.-                 |
| 3.       | ほしいろサザンクロス-Garland Ver.-         |
| 4.       | きらめきいろサマーレインボー-Garland Ver.- |
| 5.       | せいしゅんいろミモザ-Garland Ver.-         |
| 6.       | My Best Friends-Garland Ver.-              |
| 7.       | ぎんいろスノウドロップ-Garland Ver.-       |
| 8.       | Cheers                                     |
| 9.       | Thank You for Your Smile                   |

##### 参加专辑
| 發售日  | 標題   | 歌曲                         | 备注                                    |
| 2013年  | 2013年 | 2013年                       | 2013年                                  |
| ------- | ------ | ---------------------------- | --------------------------------------- |
| 8月21日 |        | さつきいろハルジオン         |                                         |
| 10月9日 |        | さくらいろチェリッシュ       | 电视动画《黄金拼图》第七话插曲          |
| 2014年  |        |                              |                                         |
| 2月26日 |        | ぎんいろスノウドロップ       |                                         |
| 2015年  |        |                              |                                         |
| 6月17日 |        | きらめきいろサマーレインボー | 电视动画《Hello!!黄金拼图》第十话主题曲 |

#### Garbelia[成员 38]

##### 单曲
| CD   | CD                              |
| 曲序 | 曲目                            |
| ---- | ------------------------------- |
| 1.   | ハローラフストーリー            |
| 2.   | サンキューグッナイ              |
| 3.   | ピースオブライフ                |
| 4.   | ハローラフストーリー(off vocal) |
| 5.   | サンキューグッナイ(off vocal)   |
| 6.   | ピースオブライフ(off vocal)     |

| DVD（通常盘） | DVD（通常盘）                       |
| 曲序          | 曲目                                |
| ------------- | ----------------------------------- |
| 1.            | ハローラフストーリー（Music Video） |

| DVD（豪华盘） | DVD（豪华盘）                                  |
| 曲序          | 曲目                                           |
| ------------- | ---------------------------------------------- |
| 1.            | ハローラフストーリー（Music Video + 制作花絮） |
| 2.            | 16P PhotoBook                                  |

### 商业搭配
| 发售日         | 标题                                 | 收录内容 | 备注                                          |
| -------------- | ------------------------------------ | --- | --------------------------------------------- |
| 2024年10月30日 | Teatime Magic                        | \| CD Disc1 \| CD Disc1 \| \| 曲序 \| 曲目 \| \| -------- \| ------------------------------------ \| \| 1. \| Teatime Magic \| \| 2. \| デセール・ストーリー \| \| 3. \| Teatime Magic（instrumental） \| \| 4. \| デセール・ストーリー（instrumental） \| | 网络广播《欢迎来到 Salon de Taneda♪》主题曲CD |
| CD Disc1       |                                      | |                                               |
| 曲序           | 曲目                                 | |                                               |
| 1.             | Teatime Magic                        | |                                               |
| 2.             | デセール・ストーリー                 | |                                               |
| 3.             | Teatime Magic（instrumental）        | |                                               |
| 4.             | デセール・ストーリー（instrumental） | |                                               |

### 团体成员
1. 1 2 3 4  大久保瑠美、津田美波、种田梨沙
2. 1 2  天海春香（中村繪里子）、春日未來（山崎遙）、如月千早（今井麻美）、木下日向（田村奈央）、四條貴音（原由實）、茱莉亞（愛美）、高山紗代子（駒形友梨）、田中琴葉（種田梨沙）、天空橋朋花（小岩井小鳥）、箱崎星梨花（麻倉桃）、松田亞利沙（村川梨衣）、三浦梓（高橋智秋）、水瀨伊織（釘宮理惠）、最上靜香（田所梓）、望月杏奈（夏川椎菜）、矢吹可奈（木戶衣吹）、艾蜜莉·司徒亞特（郁原由宇）、大神環（稻川英里）、我那霸響（沼倉愛美）、菊地真（平田宏美）、北上麗花（平山笑美）、高坂海美（上田麗奈）、佐竹美奈子（大關英里）、島原艾琳娜（角元明日香）、高槻彌生（仁後真耶子）、永吉昴（齊藤佑圭）、野野原茜（小笠原早紀）、馬場木實（高橋未奈美）、福田法子（濱崎奈奈）、舞濱步（戶田惠）、真壁瑞希（阿部里果）、百瀨莉緒（山口立花子）、橫山奈緒（渡部優衣）、秋月律子（若林直美）、伊吹翼（Machico）、北澤志保（雨宫天）、篠宮可憐（近藤唯）、周防桃子（渡部惠子）、德川茉莉（諏訪彩花）、所惠美（藤井幸代）、豐川風花（末柄里惠）、中谷育（原嶋燈）、七尾百合子（伊藤美來）、二階堂千鶴（野村香菜子）、萩原雪步（淺倉杏美）、ROCO（中村溫姬）、雙海亞美／真美（下田麻美）、星井美希（長谷川明子）、宮尾美也（桐谷蝶蝶）
3. ↑  春日未來（山崎遙）、木下日向（田村奈央）、茱莉亞（愛美）、高山紗代子（駒形友梨）、田中琴葉（種田梨沙）、天空橋朋花（小岩井小鳥）、箱崎星梨花（麻倉桃）、松田亞利沙（村川梨衣）、最上靜香（田所梓）、望月杏奈（夏川椎菜）、矢吹可奈（木戶衣吹）、艾蜜莉·司徒亞特（郁原由宇）、大神環（稻川英里）、北上麗花（平山笑美）、高坂海美（上田麗奈）、佐竹美奈子（大關英里）、島原艾琳娜（角元明日香）、永吉昴（齊藤佑圭）、野野原茜（小笠原早紀）、馬場木實（高橋未奈美）、福田法子（濱崎奈奈）、舞濱步（戶田惠）、真壁瑞希（阿部里果）、百瀨莉緒（山口立花子）、橫山奈緒（渡部優衣）、伊吹翼（Machico）、北澤志保（雨宫天）、篠宮可憐（近藤唯）、周防桃子（渡部惠子）、德川茉莉（諏訪彩花）、所惠美（藤井幸代）、豐川風花（末柄里惠）、中谷育（原嶋燈）、七尾百合子（伊藤美來）、二階堂千鶴（野村香菜子）、ROCO（中村溫姬）、宮尾美也（桐谷蝶蝶）
4. ↑  袴田花月（濑户麻沙美）、米米·巴尔格里（久野美咲）、竹中椿（津田美波）、竹中柊（洲崎绫）、藤井雅美（种田梨沙）
5. ↑  莉雅丝·吉蒙里（日笠阳子）、姬岛朱乃（伊藤静）、爱西亚·阿基多（浅仓杏美）、塔城小猫（竹达彩奈）、洁诺薇亚（种田梨沙）、加斯帕·弗拉迪（佐仓绫音）
6. ↑  栗山未来（种田梨沙）、名濑美月（茅原实里）、新堂爱（山冈百合）
7. ↑  新堂爱（山冈百合）、栗山未来（种田梨沙）、名濑美月（茅原实里）、伊波樱（丰田萌绘）
8. 1 2 3 4 5 6 7 8 9 10 11 12 13 14  心爱（佐仓绫音）、智乃（水濑祈）、理世（種田梨沙）、千夜（佐藤聰美）、纱路（内田真礼）
9. ↑  神崎燈代（山崎遙）、櫛川鳩子（早見沙織）、高梨彩弓（種田梨沙）、姬木千冬（山下七海）
10. 1 2  田中琴葉（種田梨沙）、大神環（稻川英里）、高坂海美（上田麗奈）、所惠美（藤井幸代）、宮尾美也（桐谷蝶蝶）
11. 1 2 3 4 5  小澤亞李、日高里菜、種田梨沙、花守由美里
12. 1 2  智乃（水濑祈）、理世（種田梨沙）、纱路（内田真礼）
13. ↑  花守由美里、種田梨沙、佐仓绫音
14. ↑  久仁城雅（斋藤千和）、朝门春日（种田梨沙）、牧濑昴（小岩井小鳥）
15. 1 2 3 4 5 6 7 8 9 10 11  天海春香（中村繪里子）、如月千早（今井麻美）、星井美希（長谷川明子）、萩原雪步（淺倉杏美）、高槻彌生（仁後真耶子）、菊地真（平田宏美）、水瀨伊織（釘宮理惠）、四條貴音（原由實）、秋月律子（若林直美）、三浦梓（高橋智秋）、雙海亞美／真美（下田麻美）、我那霸響（沼倉愛美）、春日未來（山崎遙）、最上靜香（田所梓）、伊吹翼（Machico）、田中琴葉（種田梨沙）、島原艾琳娜（角元明日香）、佐竹美奈子（大關英里）、所惠美（藤井幸代）、德川茉莉（諏訪彩花）、箱崎星梨花（麻倉桃）、野野原茜（小笠原早紀）、望月杏奈（夏川椎菜）、ROCO（中村溫姬）、七尾百合子（伊藤美來）、高山紗代子（駒形友梨）、松田亞利沙（村川梨衣）、高坂海美（上田麗奈）、中谷育（原嶋燈）、天空橋朋花（小岩井小鳥）、艾蜜莉·司徒亞特（郁原由宇）、北澤志保（雨宫天）、舞濱步（戶田惠）、木下日向（田村奈央）、矢吹可奈（木戶衣吹）、橫山奈緒（渡部優衣）、二階堂千鶴（野村香菜子）、馬場木實（高橋未奈美）、大神環（稻川英里）、豐川風花（末柄里惠）、宮尾美也（桐谷蝶蝶）、福田法子（濱崎奈奈）、真壁瑞希（阿部里果）、篠宮可憐（近藤唯）、百瀨莉緒（山口立花子）、永吉昴（齊藤佑圭）、北上麗花（平山笑美）、周防桃子（渡部惠子）、茱莉亞（愛美）、白石紬（南早紀）、櫻守歌織（香里有佐）
16. 1 2  心爱（佐仓绫音）、智乃（水濑祈）、理世（種田梨沙）、千夜（佐藤聰美）、纱路（内田真礼）、麻耶（德井青空）、惠（村川梨衣）
17. 1 2 3 4 5 6 7 8 9 10 11 12 13 14 15 16  源樱（本渡枫）、二阶堂咲（田野麻美）、水野爱（种田梨沙）、绀野纯子（河濑茉希）、夕雾（衣川里佳）、星川莉莉（田中美海）
18. 1 2  水野爱（种田梨沙）、薫（佐藤优希）、诺诺（望月麻衣）、仁奈（大出千夏）、美优（松井栞里）
19. 1 2  大神環（稻川英里）、春日未來（山崎遙）、北澤志保（雨宫天）、高坂海美（上田麗奈）、周防桃子（渡部惠子）、德川茉莉（諏訪彩花）、豐川風花（末柄里惠）、野野原茜（小笠原早紀）、箱崎星梨花（麻倉桃）、馬場木實（高橋未奈美）、松田亞利沙（村川梨衣）、宮尾美也（桐谷蝶蝶）、田中琴葉（種田梨沙）
20. 1 2  春日未來（山崎遙）、矢吹可奈（木戶衣吹）、田中琴葉（種田梨沙）
21. ↑  理世（种田梨沙）、麻耶（德井青空）、惠（村川梨衣）
22. ↑  心爱（佐仓绫音）、智乃（水瀨祈）、理世（種田梨沙）、千夜（佐藤聰美）、纱路（内田真礼）
23. ↑  古川未铃、相沢梨纱、成瀬瑛美、藤咲彩音、鹿目澟、根本凪
24. 1 2  北泽志保（雨宫天）、樱守歌织（香里有佐）、田中琴叶（种田梨沙）、德川茉莉（诹访彩花）
25. 1 2  北泽志保（雨宫天）、高坂海美（上田丽奈）、田中琴叶（种田梨沙）、松田亚利沙（村川梨衣）
26. 1 2  水野爱（种田梨沙）
27. 1 2 3  春日未来（山崎遥）、艾蜜莉·司徒亚特（郁原由宇）、高坂海美（上田丽奈）、田中琴叶（种田梨沙）、佐竹美奈子（大关英里）、高山纱代子（驹形友梨）、德川茉莉（诹访彩花）、中谷育（原嶋灯）、七尾百合子（伊藤美来）、福田法子（滨崎奈奈）、松田亚利沙（村川梨衣）、矢吹可奈（木户衣吹）、矢吹可奈（木户衣吹）
28. 1 2  源樱（本渡枫）、二阶堂咲（田野麻美）、水野爱（种田梨沙）、绀野纯子（河濑茉希）、夕雾（衣川里佳）、星川莉莉（田中美海）、楪舞舞（花泽香菜）
29. ↑  伊吹翼（Machico）、宫尾美也（桐谷蝶蝶）、萩原雪步（浅仓杏美）、所惠美（藤井幸代）、樱守歌织（香里有佐）、四条贵音（原由实）、田中琴叶（种田梨沙）、春日未来（山崎遥）、水濑伊织（钉宫理惠）、百濑莉绪（山口立花子）、德川茉莉（诹访彩花）、双海真美（下田麻美）、周防桃子（渡部惠子）、
30. 1 2 3  天海春香（中村繪里子）、星井美希（長谷川明子）、如月千早（今井麻美）、高槻彌生（仁後真耶子）、萩原雪步（淺倉杏美）、菊地真（平田宏美）、雙海亞美／真美（下田麻美）、水瀨伊織（釘宮理惠）、三浦梓（高橋智秋）、四條貴音（原由實）、我那霸響（沼倉愛美）、秋月律子（若林直美）
31. 1 2 3  春日未来（山崎遥）、最上静香（田所梓）、伊吹翼（Machico）、白石䌷（南早纪）、樱守歌织（香里有佐）、田中琴叶（种田梨沙）
32. ↑  安部菜菜（三宅麻理惠）、神崎兰子（内田真礼）、城崎美嘉（佳村遥）、双叶杏（五十岚裕美）、诸星琪拉莉（松崎丽）
33. ↑  天海春香（中村绘里子）、如月千早（今井麻美）、星井美希（长谷川明子）、萩原雪步（浅仓杏美）、高槻弥生（仁后真耶子）、菊地真（平田宏美）、水濑伊织（钉宫理惠）、四条贵音（原由实）、秋月律子（若林直美）、三浦梓（高桥智秋）、双海亚美／真美（下田麻美）、我那霸响（沼仓爱美）、春日未来（山崎遥）、最上静香（田所梓）、伊吹翼（Machico）、田中琴叶（种田梨沙）、岛原艾琳娜（角元明日香）、佐竹美奈子（大关英里）、所惠美（藤井幸代）、德川茉莉（诹访彩花）、箱崎星梨花（麻仓桃）、野野原茜（小笠原早纪）、望月杏奈（夏川椎菜）、ROCO（中村温姬）、七尾百合子（伊藤美来）、高山纱代子（驹形友梨）、松田亚利沙（村川梨衣）、高坂海美（上田丽奈）、中谷育（原嶋灯）、天空桥朋花（小岩井小鸟）、艾蜜莉·司徒亚特（郁原由宇）、北泽志保（雨宫天）、舞滨步（户田惠）、矢吹可奈（木户衣吹）、横山奈绪（渡部优衣）、二阶堂千鹤（野村香菜子）、马场木实（高桥未奈美）、大神环（稻川英里）、丰川风花（末柄里惠）、宫尾美也（桐谷蝶蝶）、福田法子（滨崎奈奈）、真壁瑞希（阿部里果）、篠宫可怜（近藤唯）、百濑莉绪（山口立花子）、永吉昴（齐藤佑圭）、北上丽花（平山笑美）、周防桃子（渡部惠子）、茱莉亚（爱美）、白石䌷（南早纪）、樱守歌织（香里有佐）
34. 1 2  春日未來（山崎遙）、木下日向（田村奈央）、茱莉亞（愛美）、高山紗代子（駒形友梨）、田中琴葉（種田梨沙）、天空橋朋花（小岩井小鳥）、箱崎星梨花（麻倉桃）、松田亞利沙（村川梨衣）、最上靜香（田所梓）、望月杏奈（夏川椎菜）、矢吹可奈（木戶衣吹）、艾蜜莉·司徒亞特（郁原由宇）、大神環（稻川英里）、北上麗花（平山笑美）、高坂海美（上田麗奈）、佐竹美奈子（大關英里）、島原艾琳娜（角元明日香）、永吉昴（齊藤佑圭）、野野原茜（小笠原早紀）、馬場木實（高橋未奈美）、福田法子（濱崎奈奈）、舞濱步（戶田惠）、真壁瑞希（阿部里果）、百瀨莉緒（山口立花子）、橫山奈緒（渡部優衣）、伊吹翼（Machico）、北澤志保（雨宫天）、篠宮可憐（近藤唯）、周防桃子（渡部惠子）、德川茉莉（諏訪彩花）、所惠美（藤井幸代）、豐川風花（末柄里惠）、中谷育（原嶋燈）、七尾百合子（伊藤美來）、二階堂千鶴（野村香菜子）、ROCO（中村溫姬）、宮尾美也（桐谷蝶蝶）、白石䌷（南早纪）、樱守歌织（香里有佐）
35. 1 2 3  田中琴叶（种田梨沙）、大神环（稻川英里）、所惠美（藤井幸代）、丰川风花（末柄里惠）、七尾百合子（伊藤美来）
36. ↑  日富美（本渡枫）、梓（种田梨沙）、花子（丰田萌绘）、小春（赤尾光）
37. ↑  西明日香、田中真奈美、种田梨沙、内山夕实、东山奈央、从4th开始新加入的诹访彩花
38. ↑  内山夕实、种田梨沙

## 外部連結
- 大澤事務所公開簡歷 （页面存档备份，存于） （日語）
- 種田梨沙的Instagram帳戶 （日語）

Template:大澤事務所